# Atheismus

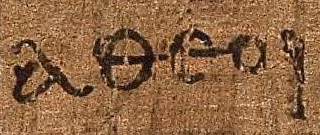
Das altgriechische Adjektiv ἄθεος in einer Handschrift des Briefes des Apostels Paulus an die Epheser (Papyrus 46 (Eph 2,12 EU))

Atheismus (von altgriechisch ἄθεος átheos, deutsch ‚ohne Gott‘) bezeichnet die Abwesenheit oder Ablehnung des Glaubens an einen Gott oder Götter. Im Gegensatz dazu bezeichnen Deismus und Theismus (θεός/ϑεός theós „Gott“) den Glauben an Götter, wobei Monotheismus für den Glauben an einen Gott und Polytheismus für den Glauben an mehrere Götter steht. Zum Atheismus im weiteren Sinne zählen einige auch den Agnostizismus (agnostischer Atheismus), nach dem eine Existenz von Gott oder Göttern ungeklärt oder nicht klärbar ist. Im engeren Sinne bezeichnet der Atheismus die Überzeugung, dass es Gottheiten nicht gibt.

## Begriffsweite und -herkunft

Das Symbol des Atheismus aus dem Jahr 2007

Die begriffliche Spannbreite von Atheismus umfasst einerseits die „weiten“ Begriffsbedeutungen, die ein Dasein ohne Glauben an Gott, entsprechende Lebensweisen und diesbezügliche Begründungen einschließen (auch als „Nichttheismus“ begriffen), und andererseits „enge“ oder „starke“ Bedeutungen, die in Hinsicht auf Götterbehauptungen verneinend, gegebenenfalls kämpferisch oder mit Gegenbeweisen vertreten werden (auch bezeichnet als „Antitheismus“).
Im antiken Griechenland wurde der Atheismus-Begriff mit dem Alpha privativum gebildet (A-theismus), er hat verschiedene altgriechische Varianten (Substantiv: ἀθεότης im Sinne von „Gottlosigkeit, Gottesleugnung, Unglaube“) und er war in Asebie-Prozessen (Apologie des Sokrates) ein hinreichender Anklagepunkt. Die latinisierte Form „Atheismus“ findet sich erstmals bei Cicero, seit Ende des 16. Jahrhunderts erscheint sie im deutschen Schrifttum (frühneuhochdeutsch Atheisterey) und sie gilt seit Beginn des 18. Jahrhunderts als eingedeutscht.
In der Zeit der Aufklärung waren es zunächst Freidenker, Deisten, Pantheisten und Spinozisten, die von Philosophen und etablierten Kirchen als Atheisten bezeichnet und bezichtigt wurden. Ein Teil der Enzyklopädisten war dem Atheismus besonders verbunden. Als Kampfbegriff diente und dient (zumeist in den Südstaaten der USA) Atheist auch zur moralischen Diffamierung derjenigen, welche zwar den Theismus akzeptierten, aber in Einzelaspekten von der herrschenden Gotteslehre abwichen. Jedoch wird in der Regel als Atheist bezeichnet, wer es ausdrücklich verneint, an Gott oder Götter zu glauben.
Agnostiker, die an keinen Gott glauben, werden vielfach zu den Atheisten im weiteren Sinne gezählt, obgleich nicht alle damit einverstanden sind. Agnostische Ansichten, nach welchen auch die Nichtexistenz Gottes nicht erkannt werden kann, sind hierbei nicht benannt. Der Agnostizismus vereint unterschiedliche Ansichten; daher ist die Zuordnung des Agnostizismus zum Atheismus umstritten (und umgekehrt).
Umstritten ist auch die Zuordnung des Positivismus zum Atheismus. Der Philosoph Alfred Jules Ayer, Vertreter des logical positivism (Logischer Empirismus), betont, dass seine Position zu Sätzen wie „Gott existiert“ weder mit Atheismus noch mit Agnostizismus verwechselt werden sollte. Er halte solche Sätze für metaphysische Äußerungen, die weder wahr noch falsch seien. Charakteristisch für einen Atheisten sei hingegen die Ansicht, „dass es zumindest wahrscheinlich ist, dass es keinen Gott gibt“.
Ob auch Positionen als „Atheismus“ bezeichnet werden sollen, die keine Gottheit annehmen, jedoch nicht auf Religionslosigkeit reduzierbar sind, wie etwa im Jainismus oder Konfuzianismus, ist in der Literatur umstritten. Teils wird vorgeschlagen, die explizite Ablehnung theistischer Positionen als „theoretischen“, und die Lebenspraxis (die sich vollzieht, „als ob“ ein Numinoses nicht existierte) als „praktischen Atheismus“ zu bezeichnen.
Seit dem 19. Jahrhundert wird der Begriff „Atheismus“ in einem naturalistischen Sinne teilweise so eng geführt, dass er gegen alle supernaturalistischen Auffassungen gerichtet wird, die mit einem Glauben an übernatürliche Wesen, Kräfte oder Mächte göttlicher wie nichtgöttlicher Art verbunden sind (Animismus, Spiritismus, mono- und polytheistische Religionen). Dies wird zu Beginn des 21. Jahrhunderts oft als „Natural Atheism“ bzw. „Neuer Atheismus“ bezeichnet, wenn die Argumentation wissenschaftlich ausgewiesen ist (siehe Abschnitt Neuer Atheismus).

## Gesellschaftliche Aspekte

### Demographische Merkmale
Umfragen zum Thema Atheismus werfen methodische Probleme auf, da es schwierig ist, eine einheitliche Abgrenzung zwischen Säkularisten, Humanisten, Nichttheisten, Agnostikern und spirituellen Personen vorzunehmen. Immer mehr verschwimmt die Grenze zwischen Gläubigen und Nichtgläubigen.

Anteil von Atheisten und Agnostikern an der Gesamtbevölkerung (nach Zuckerman). Bei China, Kuba und Nordkorea müssen die Zahlen angesichts der vergleichsweise schlechten Datenlage mit besonderer Skepsis betrachtet werden.

Anteile der Atheisten in Europa (Eurobarometer von 2005 zur Aussage: „Es gibt keine Art von Gott oder spiritueller Kraft.“)

Das The World Factbook der CIA schätzte im Jahre 2010: Atheisten 2,32 %, Nichtreligiöse 11,77 %, Christen 33,32 % (darunter 16,99 % römisch-katholisch), Muslime 21,01 %.
In seiner „Bilanz des Unglaubens“ meint Georges Minois, es kursierten Unmengen an Zahlen, „die allesamt falsch sind“. Allenfalls könne man aus ihnen ersehen, dass mehr als ein Fünftel der Menschheit nicht mehr an einen Gott glaube. Minois präsentiert selbst Schätzungen für das Jahr 1993 – weltweit 1,2 Milliarden Agnostiker und Atheisten – sowie für das Jahr 2000 – etwa 1,1 Milliarden Agnostiker und 262 Millionen Atheisten, und zum Vergleich etwa 1,2 Milliarden Gläubige für den Islam und 1,1 Milliarden für die katholische Kirche.
Laut dem Eurobarometer 2010 glaubten 20 % der Bürger der damals 27 EU-Staaten weder an Gott noch an eine spirituelle Kraft. Eine Mehrheit von 51 % glaubte an Gott und 26 % an „eine Art von spiritueller Kraft“; 3 % äußerten sich nicht. Zwischen den einzelnen Ländern gab es große Unterschiede; so war der Anteil der Gottesgläubigen in Malta mit 94 % und Rumänien mit 92 % am höchsten und mit 16 % in Tschechien und 18 % in Estland am geringsten. In Deutschland, Österreich und der Schweiz wurden je 44 % ermittelt.
Die Anzahl der Einwohner, die angaben, weder an Gott, noch an eine spirituelle Kraft zu glauben, war im Jahr 2010 mit 40 % in Frankreich und 37 % in Tschechien am höchsten und betrug in Deutschland 27 %, in Österreich 12 % sowie 11 % in der Schweiz. Laut dem Eurobarometer 2005 glaubten mehr Frauen (58 %) an Gott als Männer (45 %); der Glaube an Gott korrelierte positiv mit dem Alter, politisch konservativer Einstellung und geringer Schulbildung.

In den USA liegt die Zahl der Personen, die an Gott oder eine höhere Macht glauben, bei 91 %.
Das Worldwide Independent Network und die Gallup International Association befragten im Zeitraum zwischen 2011 und 2012 fast 52.000 Personen aus 57 Ländern zu ihren religiösen Einstellungen. 13 % der befragten Personen bezeichneten sich als „überzeugte Atheisten“, 23 % nannten sich „nicht-religiös“ und 57 % gaben an, eine religiöse Person zu sein. Laut der Studie sind 15 % der Bevölkerung in Deutschland überzeugte Atheisten. China (47 %) und Japan (31 %) sind die Länder mit dem höchsten Anteil an überzeugten Atheisten. Zwischen 2005 und 2012 hat sich der Anteil religiöser Personen weltweit um 12 % (9 Prozentpunkte) verringert, während der Anteil von Atheisten um 75 % (3 Prozentpunkte) gestiegen ist. In manchen Ländern ist dieser Trend besonders ausgeprägt: In Vietnam, Irland und der Schweiz ging der Anteil der Personen, die sich selbst als religiös bezeichnen, zwischen 2005 und 2012 um 43, 32 und 30 % bzw. um 23, 22 und 21 Prozentpunkte zurück.
Der Anteil an Atheisten ist nach Erhebungen in den USA bei Wissenschaftlern besonders hoch: Nur sieben Prozent der Mitglieder der amerikanischen Akademie der Wissenschaften glauben an die Existenz eines personalen Gottes. Eine Umfrage unter Mitgliedern der American Association for the Advancement of Science von 2009 ergab, dass 51 % der amerikanischen Wissenschaftler an Gott oder eine höhere Macht glauben, wesentlich weniger als in der Allgemeinbevölkerung. Der Anteil der atheistischen Wissenschaftler hat sich im Laufe des 20. Jahrhunderts nicht wesentlich verändert. So ergab eine Umfrage des Psychologen James H. Leuba im Jahr 1914, dass 42 % der amerikanischen Wissenschaftler an einen persönlichen Gott glaubten und ebenso viele nicht. Im Jahre 1996 wiederholte der Geschichtswissenschaftler Edward J. Larson die Umfrage von Leuba mit den gleichen Fragen und der gleichen Anzahl Personen und kam auf 40 % gläubige und 45 % atheistische Wissenschaftler. Eine im November 2013 veröffentlichte Metaanalyse von 63 Einzelstudien kam zu dem Ergebnis, dass Atheismus oder ein Nicht-Glauben an Gott signifikant (Korrelationskoeffizient: − 0,24) mit Intelligenz zusammenhängt (Intelligenz wurde in den meisten Studien erfasst durch den g-Faktor).
Mehrere Forschungen ergaben einen positiven Zusammenhang zwischen Religiosität und Geburtenziffer. So hatten im Jahr 2002 in Deutschland Menschen, die sich selbst als nicht religiös bezeichneten, mit durchschnittlich 1,4 Kindern deutlich weniger Kinder als Menschen, die sich als religiös bezeichneten (durchschnittlich 1,9 Kinder). Das Institut der deutschen Wirtschaft kam bei einer Auswertung der weltweit erhobenen Daten des World Values Survey zu ähnlichen Ergebnissen.

### Politische Wechselwirkungen
Im Lauf der Geschichte kamen Atheisten vielfach mit politischen Autoritäten in Konflikt. Die Äußerung atheistischer Ansichten wurde noch im Jahre 2013 in zahlreichen Ländern mit Freiheitsentzug bestraft, in 13 Ländern sogar mit dem Tod.
In der Neuzeit wurden gesellschaftliche Bereiche einschließlich der Politik, des Rechts und der Religionsausübung zunehmend autonom. Die Trennung von Kirche und Staat wurde mit Hilfe aufklärender Bewegungen verfassungsrechtlich verankert und dann durch staatskirchenrechtliche Bestimmungen ausgeformt. Diese Trennung wird als atheistisch bezeichnet (insbesondere im Laizismus). In Abgrenzung zu religiös-politischen oder auch staatsatheistischen Machthabern garantiert das rechtsstaatliche Prinzip eine weltanschauliche Neutralität in einer prozessual grundlegenden Weise. Rechtsstaatliche Verfassungsorgane sind in ihren Entscheidungen nicht nur von religiösen, sondern auch von sonstigen externen Einflüssen entsprechend entbunden und stattdessen vorrangig einer Verfassung verpflichtet, die in modernen Staaten auf Freiheitsklauseln basiert. Die entsprechend neutrale Rechtsbildung führte auch gegen politische Widerstände zu einer zunehmend rechtswirksamen Tolerierung atheistischer Positionen und Lebensgestaltungen in der modernen Welt.
Heute enthalten die Verfassungen vieler demokratischer Staaten das Menschenrecht auf Religionsfreiheit und darin eingeschlossen das Recht, Atheist zu sein oder zu werden. Nicht in allen diesen Staaten gibt es eine strenge Trennung von Staat und Religion, zumal Religionen aus Kultur- und Selbstbestimmungsgründen unterschiedlich stark geschützt werden (beispielsweise durch ein Recht auf Religionsunterricht). Hinzu kommt der Gottesbezug in Verfassungen. So beginnt die Präambel des Grundgesetzes für die Bundesrepublik Deutschland mit den Worten: „Im Bewusstsein seiner Verantwortung vor Gott und den Menschen …“. Die Präambel der Bundesverfassung der Schweizerischen Eidgenossenschaft beginnt mit den Worten: „Im Namen Gottes des Allmächtigen!“ Im Jahre 1998 scheiterte bei einer Totalrevision der Verfassung ein Vorstoß, diese Präambel zu streichen. Einige heutige Strafgesetzbücher enthalten Regelungen, die die Beschimpfung von Bekenntnissen, Religionsgesellschaften und Weltanschauungsvereinigungen als einen Straftatbestand ansehen. Atheistische Religions- oder Kirchenkritiker wurden infolgedessen in der Vergangenheit nach öffentlichen Äußerungen wiederholt strafrechtlich verfolgt.
Auf der anderen Seite war Atheismus Bestandteil der marxistisch-leninistischen Staatsdoktrin, zum Beispiel in der Sowjetunion und in der Deutschen Demokratischen Republik, so dass Formen der Religionsausübung in den staatlich gelenkten Erziehungseinrichtungen keinen Ort hatten und politisch bekämpft wurden. Die Entkirchlichung Ostdeutschlands wird von Richard Schröder als die wohl wirksamste Hinterlassenschaft des SED-Regimes angesehen. Seinen Angaben zufolge waren im Jahre 1950 noch 91,5 Prozent der DDR-Bürger Kirchenmitglieder, 1964 noch 67,4 Prozent und am Ende der DDR etwa 25 Prozent. Diese Entwicklung setzt sich auch nach der Wiedervereinigung fort, so ging der kirchlich gebundene Bevölkerungsanteil weiter zurück und liegt in Großstädten wie Magdeburg oder Halle mittlerweile nur noch bei rund 15 %. Die Mitgliederschaft der beiden größeren Kirchen in Ostdeutschland ist darüber hinaus in hohem Maße überaltert und wird daher weiterhin abnehmen.
Die von staatlicher Seite als Fortschrittsdoktrin gelehrte, marxistisch grundierte atheistische Weltanschauung wird von Kritikern wie Herbert Schnädelbach als „konfessioneller Atheismus“ und „Staatsreligion“ oder „Staatsatheismus“ bezeichnet. In der Volksrepublik Albanien wurde 1967 (bis 1990) ein totales Religionsverbot ausgerufen, und das Land bezeichnete sich als „erster atheistischer Staat der Welt“. Im gesamten so genannten Ostblock wurde der Atheismus gefördert, während gelebte Religiosität zumindest argwöhnisch betrachtet wurde, oft auch mit Nachteilen verbunden war oder gar gezielt verfolgt wurde, wie etwa bei den Christenverfolgungen unter Stalin. NGOs zufolge werden auch heute noch religiöse Gruppen und Einzelpersonen in manchen sich selbst als „atheistisch“ verstehenden Staaten wie Nordkorea verfolgt und oftmals inhaftiert, gefoltert und getötet.
Der Atheismus wird aktiv gefördert, beispielsweise im Humanismus, im Existentialismus und durch die Freidenkerbewegung. Zu großen Anteilen sind der Sozialismus, Kommunismus und Anarchismus atheistisch geprägte Weltanschauungen. In den beiden letzten Jahrzehnten des 20. Jahrhunderts, so Georges Minois in seiner Geschichte des Atheismus, habe der Eifer des antireligiösen Kampfes nachgelassen: „Die Lager zerfallen rasch, abgesehen von einem unvermeidlichen harten Kern auf beiden Seiten. Der Zweifel durchdringt alle Gemüter, genährt von einem Gefühl der Ohnmacht und Vergeblichkeit, fast Nichtigkeit gegenüber Fragen, die einst die Geister entflammten.“

### Bedeutung im Wissenschaftskontext

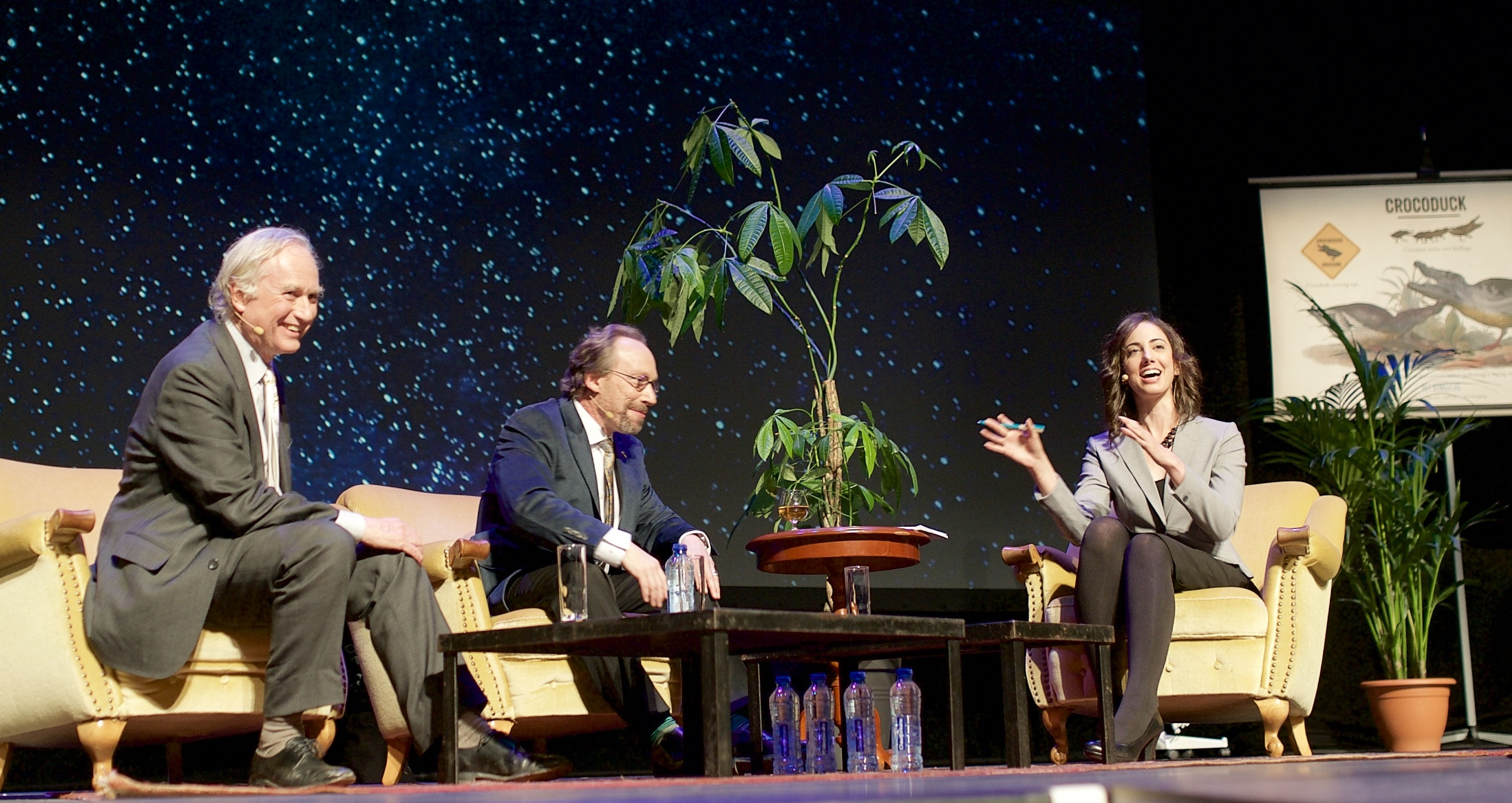
Der Biologe Richard Dawkins, der Astrophysiker Lawrence Krauss und die Wissenschaftsphilosophin Julia Galef im Jahr 2015

Eine Orientierung an naturwissenschaftlichen Erklärungsmodellen lässt für einige Wissenschaftler früh die „Gotteshypothese“ als methodisch unzulässig erscheinen, da sie keine wissenschaftlich beobachtbaren Konsequenzen habe, mithin auch keine wissenschaftlich beschreibbaren Phänomene erkläre. Eine derartige Ausklammerung Gottes aus wissenschaftlicher Forschung wird als methodischer oder methodologischer Atheismus bezeichnet. Er impliziert allerdings keinen theoretischen Atheismus, behauptet also nicht, dass Gott nicht existiert. Daher wird manchmal präziser von „methodischem Noninterventionismus“ gesprochen.
Die Frage, ob wissenschaftliches Denken und die Annahme eines Gottes überhaupt dergestalt in Beziehung treten können, dass eine gegenseitige Bestätigung oder Widerlegung denkbar ist, wird unter Wissenschaftstheoretikern kontrovers beurteilt. Auch in populärwissenschaftlichen Schriften finden sich gegenteilige Annahmen. Einige, z. B. Stephen Jay Gould und John Polkinghorne, vertreten den Standpunkt, dass die Wissenschaft mit der Religion nicht in Konflikt stehe, da sich Erstere mit Empirie, Letztere hingegen mit Fragen letzter Begründung und mit moralischen Werten befasse. Andere, z. B. Richard Dawkins, Steven Weinberg und Norman Levitt, argumentieren, dass Theismus mit einer wissenschaftlichen Weltsicht grundsätzlich unvereinbar sei, da Wunder wie die Auferstehung Jesu Christi die Naturgesetze außer Kraft setzen müssten; die Wissenschaft führe demnach zwangsläufig zu Atheismus, Deismus oder Pantheismus.
Bis zur Mitte des 20. Jahrhunderts gab es noch mehrere wirkungsmächtige, intellektuell sogar hegemoniale „wissenschaftliche Weltanschauungen“, darunter den Marxismus in mehreren politischen Ausformungen, die Psychoanalyse oder den Neopositivismus, die erklärtermaßen atheistisch waren und den Religionen eine schädliche Wirkung zuschrieben.

#### Atheismus und Moral
Mit anderen vertrat Immanuel Kant die Auffassung, dass moralische Prinzipien auch ohne Rückgriff auf höhere Wesen in der menschlichen Vernunft oder in der Natur zu gründen seien. Recht und Moral gäben die Möglichkeit, Maximen von Freiheit und Handlungen unter allgemeinen (Vernunft-)Gesetzen bestehen zu lassen. Zumindest sollte hier ableitbar sein, dass die Beurteilungskriterien rational verhandelbar seien.
Vor allem in kirchlichen Kreisen wird die Meinung vertreten, dass mit dem fehlenden Glauben an Gott die Verneinung moralischer Werte im Sinne eines Nihilismus einhergehe.
So bezeichnet der evangelikale Religionswissenschaftler und Publizist Ravi Zacharias den Atheismus als „jeden Wertes beraubt“ und bestreitet, dass es fundierte moralische Prinzipien ohne Rückgriff auf höhere Wesen geben könne. Der katholische Staatsrechtler und vormalige Verfassungsrichter Ernst-Wolfgang Böckenförde wird mit der Formel zitiert: „Der freiheitliche, säkularisierte Staat lebt von Voraussetzungen, die er selbst nicht garantieren kann.“ Dieses sogenannte Böckenförde-Diktum wird teilweise so gedeutet, dass Demokratien auf religiöse Bindungen als Garanten gemeinsamer Grundwerte angewiesen seien.
Gegen diese Deutung wendet sich Gerhard Czermak. Er meint, Böckenförde werde „gründlich missverstanden, wenn nicht instrumentalisiert“, sofern aus seinem Diktum abgeleitet werde,

„[…] der Staat müsse die Kirchen und Religionsgesellschaften als Wertestifter in besonderer Weise fördern, weil man sonst die Zerstörung fördere […]. Er [Böckernförde] spricht von Wagnis und verweist auf die in der Gesellschaft wirkenden höchst unterschiedlichen Kräfte. Es geht ihm darum, dass alle Gruppierungen mit ihrem je eigenen, auch moralischen, Selbstverständnis zur Integration eines Teils der Gesellschaft beitragen.“

#### Empirische Ergebnisse zur Moral und ihre Interpretation
Auch empirisch ist das Verhältnis von Religion und Moral nicht geklärt. Einige Untersuchungen legen nahe, dass persönliche Moral nicht von persönlicher Religiosität abhängig ist. So fanden z. B. Franzblau bei Atheisten größere Ehrlichkeit, und Ross bei Atheisten größere Hilfsbereitschaft gegenüber Armen. Gero von Randow entnimmt sozialpsychologischen Studien „eine auffallend geringe Kriminalität unter Nichtgläubigen. Das sollte umgekehrt auch nicht zu ihren Gunsten ins Feld geführt werden, denn sie sind tendenziell sozial besser gestellt und gebildeter als die Gläubigen, jedenfalls im Westen; wir haben es hier also nicht mit einem Religions-, sondern mit einem Klasseneffekt zu tun.“ Eine Trennung von Moral und Theismus stellt die Auffassung dar, die unter anderem John Leslie Mackie in seinem Buch Ethik und Richard Dawkins in seinem Buch Der Gotteswahn ausführen, nämlich dass Moral an den Prozess der biologischen Evolution gekoppelt und Ergebnis eines gesellschaftlich beeinflussten Entwicklungsprozesses sei. Hieraus könne folgen, dass die menschliche Moral auch dann Bestand habe, wenn Religionen in Verfall gerieten.

#### Empirische Ergebnisse zur Sinnsuche
Laut einer empirischen Studie ist Atheismus (ebenso wie sich nicht einer Religionsgruppe zugehörig zu fühlen) mit der Vorstellung verbunden, dass das Leben dann sinnvoll ist, wenn man ihm selbst Sinn gibt. Dagegen unterscheiden sich Atheisten und Theisten nicht hinsichtlich ihrer Neigung zu Fatalismus oder Nihilismus.

#### Abgrenzungen zu religiösen Orientierungen
Aus atheistischer Perspektive erscheint das Handeln aufgrund angeblich göttlicher Gebote fragwürdig, weil die Bewertung eines Verhaltens oder einer Handlung nicht von den Folgen für die Betroffenen abhängt, also auf die zwischenmenschliche Ebene zielt, sondern als ethisch wünschenswert hauptsächlich vermittels der extrinsischen Festsetzung eines transzendenten Wesens gilt. Ein Mord zum Beispiel wäre nach streng theistischer Auffassung nicht bereits wegen der Folgen für das Opfer eine schlechte, zu verurteilende Handlung, sondern auf der Grundlage göttlicher Gebote. „Es erscheint als höchst problematisch, etwas so Notwendiges wie die Moral auf die Basis von so Dubiosem – wie es der religiöse Glaube ist – stellen zu wollen. Wie sollte auf diese Weise eine wirkliche Orientierung und Lebenskunde möglich sein?“, schreibt Gerhard Streminger. Bereits Platon hatte in seinem frühen Dialog „Euthyphron“ mit dem sogenannten Euthyphron-Dilemma darauf hingewiesen, dass es generell unmöglich sei, das moralisch Gute im Rückgriff auf ein göttliches Prinzip zu begründen. Auch nach Kant kann die Verpflichtung eines Menschen zur Moralität prinzipiell nicht dadurch begründet werden, dass man auf die „Idee eines andern Wesens über ihm“, also auf einen Gott verweist.
Dem Argument, ohne ein von einer göttlichen Instanz gegebenes, für jeden Menschen gleichermaßen verbindliches Gesetz sei es schwieriger, eine gemeinsame ethische Grundlage für eine Gesellschaft zu finden, halten manche Atheisten entgegen: Keine Religion könne überzeugend begründen, warum ihr Gesetz von einer göttlichen Instanz gegeben worden sein sollte und deshalb Allgemeinverbindlichkeit beanspruchen können sollte. Nicht einmal die Existenz irgendeiner göttlichen Instanz könne überzeugend begründet werden. So dürfe man davon ausgehen, dass die Gesetze der Religionen ebenso von Menschen gemacht seien wie alle anderen Gesetze und Verhaltensregeln: teilweise auf der Basis von Vernunft und Einsicht, teilweise auf der Basis der Interessen derjenigen, die über genug Macht verfügten, um ihre Vorstellungen durchzusetzen.
Während einerseits Gesetze einer göttlichen Instanz als Hilfsmittel zur Stabilisierung des sozialen Miteinanders angesehen werden, vertreten manche Atheisten die Auffassung, dass der Anspruch der Religionen auf Allgemeinverbindlichkeit ihrer Gesetze es oftmals erschwert habe, eine gemeinsame ethische Grundlage für eine Gesellschaft zu finden. Nicht selten habe der Versuch, diese Allgemeinverbindlichkeit durchzusetzen, zu Verfolgungen, Vertreibungen oder gar Glaubenskriegen geführt. Umgekehrt wird auf Christenverfolgungen gemäß atheistischer Staatsdoktrin verwiesen.
Atheisten halten eine religiöse Überzeugung für die Erarbeitung einer gemeinsamen (moralisch-)ethischen Grundlage vielfach eher für hinderlich: Viele Gläubige fühlten sich an göttliche Gesetze gebunden und seien vermutlich deshalb weniger bereit, ihre Vorstellungen in Zusammenarbeit mit anderen Menschen weiterzuentwickeln. „Prallen Anhänger religiös fundierter Ethiken aneinander, so sind Konflikte in vernünftiger Weise kaum zu lösen, da alle sich von Gott geleitet fühlen; alle glauben, dass die eigenen Gebote objektiv gegeben, eben gottgewollt seien“, schreibt Gerhard Streminger. Einige Gläubige hingegen betrachten die (moralisch-)ethischen Vorstellungen, die ihre Religion mit verwandten Religionen gemeinsam hat, als gute Grundlage für Zusammenarbeit und Weiterentwicklung.
Ein Problem mangelnder Bereitschaft zur Weiterentwicklung ethischer Vorstellungen kann aus atheistischer Sicht darin liegen, dass die Anpassung von Verhaltensregeln an neue gesellschaftliche Gegebenheiten verhindert wird. Für die ethische Beurteilung einer Scheidung zum Beispiel sei zu berücksichtigen, ob die Frau als Konsequenz daraus materieller Not und gesellschaftlicher Ächtung ausgesetzt wäre, oder ob sie materiell abgesichert und gesellschaftlich akzeptiert bliebe.

### Atheistisch-weltanschauliche Gruppierungen

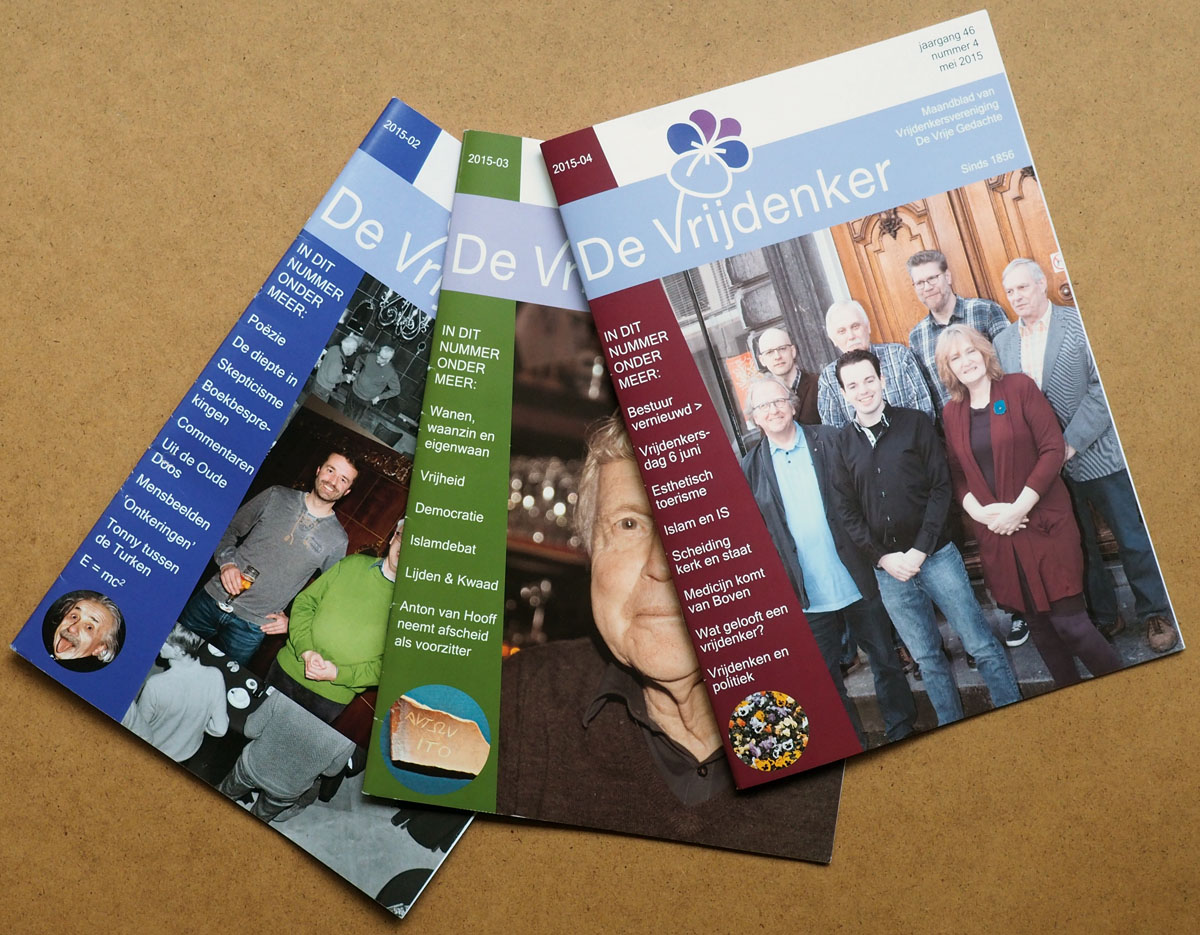
Das niederländische Magazin „De Vrijdenker“ (Der Freidenker)

Während Glaubensvertreter den Atheisten vielfach die für ein funktionierendes gesellschaftliches Zusammenleben nötige ethische Fundierung absprechen, findet andererseits – hauptsächlich in der westlichen Welt – seit einigen Jahrzehnten eine lebhafte Auseinandersetzung darüber statt, ob nicht atheistischer Humanismus eine zeitgemäßere Grundlage für eine allgemeine Ethik bietet als die tradierten Religionen.
Deutschsprachige Gruppierungen, Stiftungen und Dachverbände:
- Atheistische Religionsgesellschaft in Österreich (ARG)
- Dachverband freier Weltanschauungsgemeinschaften (DFW)
- Giordano-Bruno-Stiftung (gbs)
- Humanistischer Verband Deutschlands (HVD)
- Humanistischer Verband Österreich (HVÖ)
- Koordinierungsrat säkularer Organisationen (KORSO)
- Richard Dawkins Foundation for Reason and Science[48]

Im Ausland tätige Gruppierungen, Stiftungen und Dachverbände:
- American Atheists
- Council for Secular Humanism (CSH)
- Freedom From Religion Foundation (FFRF)
- Humanists UK, vormals British Humanist Association (BHA)
- National Secular Society (NSS)
- Rationalist International
- Richard Dawkins Foundation for Reason and Science (RDFRS oder RDF)
- Unione degli Atei e degli Agnostici Razionalisti (UAAR)

Internationale Bewegungen, Dachverbände und Komitees:
- Atheist Alliance International (AAI)
- Committee for Skeptical Inquiry (CSI)
- Humanists International, von 1952 bis 2019 Internationale Humanistische und Ethische Union (Abkürzung: IHEU; engl. International Humanist and Ethical Union)[49]

### Religiöser Atheismus
Die Frage, was an einer Haltung religiös sein könne, in der Gott offensichtlich keine Rolle spielt, behandelte Ronald Dworkin in seinen Vorlesungen zu Albert Einstein. Seine Antwort: „Religion ist etwas Tieferes als Gott.“ „Er verstand sich als religiöser Atheist, das heißt: Er glaubte zwar nicht an Gott, wohl aber an die sinnhafte Einheit des Kosmos und die Versöhnung von Glauben und Wissen.“ Während Theisten sie als von Gott geboten betrachten, argumentiert Dworkin, unsere ethischen Überzeugungen „könnten wir nicht haben, ohne zu denken, dass sie objektiv wahr sind“.

#### Atheismus als religiöses Bekenntnis
Einige Atheisten verstehen ihre Weltanschauung als religiöses Bekenntnis und streben auf dem Wege einer religionsrechtlichen Anerkennung als Religionsgemeinschaft eine Gleichberechtigung und staatliche Gleichbehandlung an.
Eine deutschsprachige Gruppierung dieses Typs ist die Atheistische Religionsgesellschaft in Österreich. Am 30. Dezember 2019 brachte sie den Antrag auf Feststellung des Erwerbs der Rechtspersönlichkeit als staatlich eingetragene religiöse Bekenntnisgemeinschaft „Atheistische Religionsgesellschaft in Österreich“ beim Kultusamt im österreichischen Bundeskanzleramt ein.

#### Freireligiöse Bewegung
Laut Eigendarstellung der freireligiösen Bewegung gibt es unter den Freireligiösen auch Atheisten oder atheistisch-religiöse Positionen.

#### Jüdischer und christlicher Atheismus
Die Religionskritik der Bibel ist der Ausgangspunkt eines jüdischen und christlichen Atheismus. Das Judentum beschreibt Douglas Rushkoff, Professor für Kommunikationstheorie an der New York University, aufgrund der Bilderlosigkeit des biblischen Gottes als Ausweg aus der Religion (Nothing Sacred: The Truth about Judaism, 2004). In den 1960er Jahren bildete sich in den USA eine Gruppe von Theologen, welche unter dem Satz „Gott ist tot“ einen christlichen Atheismus proklamierte. Vertreter dieser Richtung sind der Theologe Thomas J. Altizer (The Gospel of Christian Atheism, 1966), William Hamilton (Radical Theology and the Death of God, 1966), Paul van Buren (The Secular Meaning of the Gospel, 1963) oder Gabriel Vahanian (The Death of God, 1961).
Der „Tod Gottes“, also die vermeintliche Unmöglichkeit, in der modernen Welt rational an einen Gott zu glauben, sei, so beispielsweise J. Altizer, eine gute Nachricht, da sie den Menschen von einem transzendenten Tyrannen befreit habe. Die säkulare Botschaft der Evangelien beziehe sich gemäß Paul van Buren allein auf den „Befreier“ Jesus von Nazaret. Während der Glaube an einen (jenseitigen) Gott abgelehnt wird, steht bei den „christlichen Atheisten“ die ethisch-moralische Botschaft Jesu, die rein auf das Diesseits bezogen wird, im Mittelpunkt. In der Zeit nach dem Zweiten Weltkrieg hat sich auch eine Verknüpfung von Atheismus und Christentum entwickelt, die sich explizit auf das Schweigen Gottes angesichts der Ermordung von Millionen von Juden durch deutsche Nationalsozialisten im Holocaust bezieht. Die deutsche Theologin Dorothee Sölle ist die bekannteste Vertreterin dieser Richtung. Beeinflusst wurden einige Theologen der „Gott-ist-tot-Theologie“ auch durch die religionsphilosophischen Gedanken Ernst Blochs im dritten Band seines Hauptwerkes Das Prinzip Hoffnung. 1968 hat Bloch Gedanken daraus zusammengefasst, präzisiert und erweitert in dem Buch Atheismus im Christentum, in dem sich der Satz findet:

„Nur ein Atheist kann ein guter Christ sein, gewiss aber auch: nur ein Christ kann ein guter Atheist sein.“

Dorothee Sölle, von Bloch beeinflusst, veröffentlichte ebenfalls 1968 ein Buch mit einem ganz ähnlichem Titel: Atheistisch an Gott glauben. Atheismus bedeutet bei Ernst Bloch wie auch bei Dorothee Sölle nicht den Verzicht auf Sinnhaftigkeit oder Transzendenz, sondern die Abkehr von einem allzu theistischen Gottesbild, der Vorstellung eines Gottes, der als allmächtiger, allwissender und allgegenwärtiger Gott Not und Leid bis hin zu Auschwitz zugelassen hat. In der Dekonstruktion und in der Nachfolge des Denkens von Emmanuel Levinas und Jacques Derrida fand sich ein weiterer Ansatz der Ausarbeitung eines christlichen Atheismus. Vertreter sind unter anderem Peter Rollins und Jean-Luc Nancy (Dekonstruktion des Christentums 2008). Kurzgefasst kann man darin die Vereinnahmung der Geste der Dekonstruktion sehen, in der der Sohn das Gesetz, die Arché des Vaters auflöst, indem er aber selbst vom Gesetz verurteilt wird. Damit werden messianische Ansätze des späten Derrida mit seinem Denken über die différance verbunden.

#### Buddhismus
Der Buddhismus kennt keinen Glauben an einen Schöpfergott. Manche buddhistische Schulen nehmen aber in ihrer Kosmologie die Existenz zahlreicher anderer Ebenen der Wirklichkeit an, auf denen sowohl besser- als auch schlechtergestellte Wesen existieren, von denen die höheren Wesen den hinduistischen Göttern (Devas und Asuras) entsprechen. Diese Götter sind allerdings wie alle Wesen selbst im Existenzkreislauf, Samsara, gefangen; im Sinne der Wiedergeburtslehre kann jedes Wesen irgendwann auch als Deva geboren werden, wenn das entsprechende Karma (in diesem Fall überaus große Freigiebigkeit oder Samadhi-Erfahrungen) angesammelt wurde.
Im Mahayana- oder nördlichen Buddhismus verehrt man darüber hinaus Wesen, die selbst Buddhas oder Bodhisattvas geworden sind. Durch den Respekt, den man diesen entgegenbringt, entsteht eine der notwendigen Grundlagen, selbst diesen Zustand zu erlangen. Daher werden im Buddhismus zahlreiche Statuen, Stupas und Tempel errichtet, die Objekte der Verehrung sind. Diese Wesen sind aber keine Götter, sondern Vorbilder. Im Theravada- oder südlichen Buddhismus ist das Ziel Arhatschaft, also Befreiung ohne Wiederkehr, sodass Arhats nur in der letzten Phase ihres letzten Lebens verehrt werden können. Daneben gibt es auch hier zahllose Stupas, Tempel, Buddhastatuen und Bildnisse früherer Arhats, zum Teil sogar von Bodhisattvas. Die Frage nach einem Schöpfergott wird als unfruchtbare metaphysische Spekulation zurückgewiesen und stattdessen die Ergründung der eigenen Erkenntnismöglichkeiten betont.

#### Islam
Der Atheismus wird gemäß islamischem Recht bekämpft. Der Koran nennt keine diesseitigen Strafen für den „Abfall vom Islam“, worunter auch die Zuwendung zum Atheismus fällt. Im islamischen Recht, der Scharia, ist diese jedoch auf Grundlage von Hadithen und Idschmāʿ mit der Todesstrafe zu ahnden. Im Sudan (StGB aus dem Jahre 1991, Art. 126), Republik Jemen, Iran, Saudi-Arabien, Katar, Pakistan, Afghanistan, Somalia und in Mauretanien (StGB aus dem Jahre 1984, Art. 306) kann Abfall vom Islam noch heute mit dem Tode bestraft werden. Auch in Ländern, die keine islamischen Gerichtshöfe mehr haben, deren staatliche Rechtsordnung sich aber weiterhin an der Scharia orientiert, kann der bekundete „Abfall vom islamischen Glauben“ zivilrechtliche (Erbrecht, Eherecht) und strafrechtliche Konsequenzen haben.
Ungeachtet der religiösen Dominanz gab es in der muslimischen Geschichte stets atheistische Persönlichkeiten, darunter der arabische Dichter Abū l-ʿAlāʾ al-Maʿarrī sowie der persische Mathematiker und Dichter Omar Chayyām.

### Pantheismus
Im pantheistischen (griechisch: Allgottlehre) Gotteskonzept nimmt die Alleinheit des Universums die Schöpferrolle ein. Gott und Natur sind demnach gewissermaßen identisch. Da es im Pantheismus keinen persönlichen Gott gibt, wurde und wird der Pantheismus sowohl von Theisten als auch von Atheisten manchmal als ein hinter einer religiösen Sprache versteckter Atheismus betrachtet. Arthur Schopenhauer nannte den Pantheismus eine „Euphemie für Atheismus“. „Pantheismus ist nur ein höflicher Atheismus“, heißt es in einem Schopenhauer-Zitat von Ernst Haeckel. Der französische Philosoph Jean Guitton vertritt in seinem Werk die Überzeugung, dass er dem Atheismus die Verlegung des Gottesbegriffs in die Welt nachweisen könne und ordnet ihn daher generell dem Pantheismus zu. Der Pantheismus wird von seinen Anhängern als religionsphilosophische Lehre betrachtet und wurde in früheren Zeiten nicht dem Atheismus zugehörig betrachtet, was sich aber inzwischen geändert hat.

## Geschichtliche Entwicklung
Atheismus ist „so alt wie das menschliche Denken, so alt wie der Glaube, und der Konflikt zwischen beiden ist ein ständiges Merkmal der abendländischen Zivilisation“, heißt es bei Georges Minois, der Atheismus sowohl ideen- als auch verhaltensgeschichtlich zu erfassen sucht. Für die frühen Hochkulturen ergibt sich allerdings die Schwierigkeit, dass etwa sakrale Gebäude und kultische Schriften zu den vorherrschenden Überlieferungszeugnissen immer schon gehörten, während die weniger auffälligen Zeugnisse von Skeptizismus, Nichtglauben und religiöser Gleichgültigkeit erst in jüngerer Zeit einer intensivierten Forschung unterzogen werden, die etwa auch den asiatischen Raum einschließt. Praktischer und theoretischer Atheismus hatten und haben aber je eigene und einander ergänzende Bedeutung:

„Die Geschichte des Atheismus ist nicht allein die Geschichte des Epikureismus, des freigeistigen Skeptizismus, des Materialismus der Aufklärung, des Marxismus, des Nihilismus und einiger anderer intellektueller Theorien. Es ist auch die Geschichte von Millionen einfacher Menschen, die in ihren Alltagssorgen stecken und zu sehr mit dem bloßen Überleben befasst sind, als dass sie sich Fragen über die Götter stellen.“

In Antike und Mittelalter waren sowohl das private als auch das öffentliche Leben in der Regel von religiösen Vorstellungen durchdrungen, wogegen Skepsis und Zweifel eher bei Minderheiten und in intellektuellen Kreisen anzutreffen waren. Während sich die kritischen Auseinandersetzungen innerhalb der römisch-katholischen Kirche im späten Mittelalter verstärkten und in der Reformation einen Höhepunkt fanden, erfuhr der Atheismus im Zeitalter der Aufklärung einen bedeutenden Aufschwung und durch die Französische Revolution eine starke gesellschaftliche Verbreitung. Dies führte zur Säkularisierung und vielfach zur Trennung von Kirche und Staat.
Im 19. und 20. Jahrhundert wurden verschiedenste atheistische Positionen mit breitem theoretischem Fundament entwickelt, insbesondere im Marxismus, im Existentialismus und in der analytischen Philosophie. Zudem bestehen im philosophischen Materialismus und im philosophischen Naturalismus Verbindungslinien zum Atheismus.

### Süd- und Vorderasien
Die frühesten belegbaren Formen des theoretischen Atheismus finden sich in den alten Hochkulturen Süd- und Vorderasiens. In Indien weisen einige der ältesten philosophischen Systeme atheistische Formen auf. Hierzu zählen der Jainismus, das Samkhya (beide entstanden etwa im 6. Jahrhundert v. Chr.) sowie das Vaisheshika und das Nyaya. Insbesondere die Tradition des Samkhya ist im indischen Denken bis heute lebendig geblieben (vergleiche Atheismus in Indien).
Klar materialistisch-atheistisch war die indische Schule der Charvaka, die zweifelsfrei seit dem 6./7. Jahrhundert n. Chr. als feste Strömung belegbar ist und mindestens bis ins 16. Jahrhundert existierte. Sie berief sich auf die heute verlorenen „Barhaspati Sutras“. Nach Meinung vieler Indologen war es jedoch kein atheistisches Werk, sondern eine gegen etablierte Religionen skeptische, aber ethische Schrift. Einzelne Skeptiker sind vom 5. Jahrhundert v. Chr. bis zum 6. Jahrhundert n. Chr. überliefert.
Der Buddhismus, der im 5. Jahrhundert v. Chr. in Indien entstand, und der Daoismus, der im 4. Jahrhundert v. Chr. in China entstand, kennen keine Schöpfergottheit.

In Teilen der Fachliteratur wird der Zervanismus der antiken Perser mit dem übergeordneten unpersönlichen Prinzip des Zurvan („Zeit“ und Raum) als eine Form des Atheismus angesehen. Materialistisch und vorwiegend atheistisch war die spätestens seit dem 5. Jahrhundert n. Chr. existierende Strömung der „Zandiks“ oder „Dahri“.
Ob die Hebräer einen theoretischen Atheismus kannten, ist umstritten. Jean Meslier sah in einigen Stellen des Alten Testaments Belege für die Existenz von Atheisten. So z. B. in Ps 10,3:

„Es redet stolzen Sinnes der Frevler: / ‚Nie wird er strafen, es gibt keinen Gott!‘ / Dies ist all sein Sinnen und Trachten.“

Diese Interpretation wird von den meisten Exegeten jedoch nicht geteilt. Ihrer Meinung nach würden an den besagten Stellen stets nur bestimmte Eigenschaften Gottes geleugnet, nie aber seine Existenz.

### Griechisch-römische Antike

#### Vorsokratiker

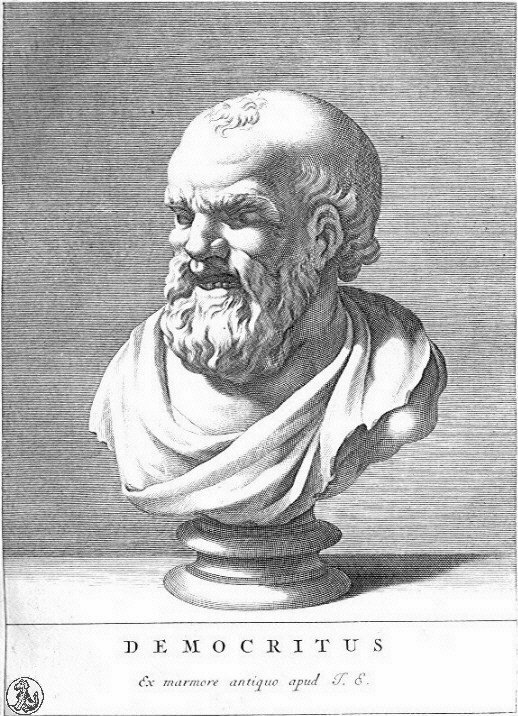
Demokrit, Kupferstich nach antiker Büste, 18. Jahrhundert

Die fragmentarisch überlieferten ontologischen Systeme der Vorsokratiker erklären die Strukturen der Wirklichkeit nicht durch mythische oder ätiologische Erzählungen, sondern durch Zurückführung auf ein oder mehrere Prinzipien. Bei beispielsweise Demokrit oder Epikur kommen hierfür nur materielle Prinzipien in Betracht, so dass ein transzendenter, insbesondere geistiger Gott weder verwendet wird, noch Ort oder Funktion in diesen Systemen bekommen könnte. Andererseits ergeben sich bisweilen Konflikte mit etabliertem religiösem Kult und etablierter Rede über die Götter, weil ontologischen Prinzipien ähnliche oder dieselben Eigenschaften zugeschrieben werden wie den Göttern, etwa, über Naturprozesse zu regieren, ewig zu sein oder Prinzip für Leben und Denken zu sein. Die frühesten Formen einer Kritik der etablierten Gottesvorstellungen beziehen sich vor allem auf unangemessen menschliche Vorstellungsweisen (Anthropomorphismus). Göttern werden z. B. wankelmütige, jähzornige, eifersüchtige und egoistische Charakterzüge abgesprochen, wie sie in den Mythen Hesiods und Homers hervortreten. Beispiele hierfür sind Xenophanes, Heraklit und Protagoras. Xenophanes etwa erklärt die Göttervorstellungen und auch deren Verschiedenheit durch Projektion menschlicher Eigenschaften und formuliert polemisch:
„Stumpfnasig, schwarz: so seh’n Äthiopiens Menschen die Götter

Blauäugig aber und blond: so seh’n ihre Götter die Thraker

Aber die Rinder und Rosse und Löwen, hätten sie Hände

Hände wie Menschen, zum Zeichnen, zum Malen, ein Bildwerk zu formen,

Dann würden Rosse die Götter gleich Rossen, die Rinder gleich Rindern

Malen, und deren Gestalten, die Formen der göttlichen Körper,

Nach ihrem Bilde erschaffen: ein jedes nach seinem.“
Während derart anthropomorphe Gottesvorstellungen, so der Tenor dieser Kritik, nichts anderes sind als eben nur menschliche Vorstellungen, tritt dem als kritisches Korrektiv zunehmend die Vorstellung eines monotheistischen, transzendenten göttlichen oder quasi-göttlichen Prinzips gegenüber. Empedokles (* zwischen 494 und 482; † zwischen 434 und 420 v. Chr.) sah in Göttern auch Personifizierungen der vier Elemente. Kritias (* 460; † 403 v. Chr.) betrachtete die Religion als menschliche Erfindung, die der Aufrechterhaltung der moralischen Ordnung dienen sollte.

#### Skeptizismus und Asebie-Prozesse
Ein Abrücken oder Infragestellen der in der Polis kultisch verehrten Götter seitens skeptischer Philosophen oder naturwissenschaftlich orientierter Denker konnte zu Anklagen und Verurteilungen führen. Gottlosigkeit und Frevel an Göttern wurden im alten Athen als Asebeia teilweise auch strafrechtlich verfolgt. Eine erste Welle bekannter Asebie-Prozesse, bei denen politische Motive mitgewirkt haben dürften, richtete sich gegen Vertraute und Freunde des Perikles, darunter Aspasia und Anaxagoras.
Der im 5. Jahrhundert v. Chr. namentlich von Sophisten geförderte Prozess der Infragestellung herkömmlicher Gottesbilder, auf den in den Asebieprozessen reagiert wurde, setzte sich unaufhaltsam fort. Auf Widerstand in dieser Form stieß auch der wegen seines religiösen Relativismus 415 v. Chr. aus Athen verbannte Protagoras, der sein Nichtwissen über die Existenz der Götter betonte und gleichzeitig erklärte, der Mensch sei das Maß aller Dinge. Skeptizistische und agnostische Positionen, wie sie die Sophisten und Sokrates (* 469; † 399 v. Chr.) vertraten, fanden eine zunehmende Verbreitung, und die Anklage wegen Gottlosigkeit gegen die „Physiker“ wird gängige Praxis: „Der Gelehrte, der in einem positivistischen Geist arbeitet, wird beschuldigt, das Geheimnis der Götter ergründen und das Heilige gewissermaßen ‚zergliedern‘ zu wollen.“ Einige der Angeklagten vertraten in den überlieferten Asebie-Prozessen nicht nur eine agnostische, sondern eine dezidiert atheistische Position (Diagoras von Melos, Theodoros von Kyrene).
Von einer geistesgeschichtlich bis heute nachhallenden Wirkung war der Prozess gegen Sokrates. Seine Glaubensskepsis ist im platonischen Dialog Phaidros zum Ausdruck gebracht: Es sei abwegig, etwas über die Mythen und die Götter zu sagen, da er noch nicht einmal die Zeit habe oder in der Lage sei, sich selbst zu erkennen. „Lächerlich also kommt es mir vor, solange ich hierin noch unwissend bin, an andere Dinge zu denken.“
Platon ist aber als Sokrates’ Schüler nicht nur die wichtigste Überlieferungsquelle für dessen Denken und Philosophieren, sondern Minois zufolge der Erstverantwortliche für die Verfemung des Atheismus in den nachfolgenden zwei Jahrtausenden. In seinem Spätwerk Nomoi (Gesetze) bezieht er eine pantheistische Position, die sich von einem strengen Naturalismus abgegrenzt, weil dieser die nichtmateriellen Wirkungskräfte verkenne:

„Werden wir nun wohl über den Mond und alle Sterne, über Jahre, Monate und Jahreszeiten eine andere als dieselbe Schlussfolgerung ziehen können als abermals eben dieselbe: weil Eine oder mehrere Seelen ihnen allen als wirkende Kräfte zu Grunde liegend und als Wesen von aller möglichen Vollkommenheit erschienen sind, so müssen wir behaupten, dass alle diese Wesen Götter sind, sie mögen nun in Körpern wohnend und mit diesen zu lebendigen Wesen verbunden oder auf welche andere Weise immer die ganze Welt leiten und regieren? Und wer dies zugibt, wird der noch leugnen können, daß Alles mit Göttern erfüllt sei?“

Im zehnten Buch der Nomoi geht es Platon darum zu beweisen, dass es Götter gibt, dass sie sich auch um die Kleinigkeiten des Lebens kümmern, ohne aber bestechlich zu sein, und im Weiteren darum zu begründen, dass Atheisten je nach Grad der Gottesleugnung und Heuchelei mit abgestuften Sanktionen bis zur Todesstrafe zu belegen seien. Da es in Platons Lehre außerhalb der materiellen Welt eine höherwertige Welt der Ideen, der Archetypen, der Seelen und des Göttlichen gibt, gelten Atheisten, so Minois, fortan als von niederem Denken beherrscht und unfähig, sich zur Kontemplation der Ideen zu erheben.

„Atheist zu sein konnte bisher notfalls als ein Irrtum und ein Beweis für staatsfeindliches Denken gelten; von nun an ist es nicht nur ein Zeichen von Blindheit, sondern auch ein Zeichen bösen Willens und niederer Gesinnung, gefährlich für das gesellschaftliche und politische Leben, da er in den öffentlichen und privaten Verhaltensweisen keine absoluten Werte anerkennt. Die Quellen der Moral lagen bisher in der menschlichen Welt, die sich von der göttlichen Welt nicht grundsätzlich unterschied. Indem Platon die beiden trennt und die unwandelbaren Werte bei den Göttern ansiedelt, erklärt er die Atheisten zu unmoralischen Menschen, die keine absoluten Verhaltensnormen kennen und einzig ihren Leidenschaften gehorchen. Die Unterdrückung des Atheismus im Namen der Moral und der Wahrheit kann beginnen.“

Der Einfluss platonischer Schulen auf die Unterdrückung des Atheismus ist umstritten. Als die Prozesse wegen Gottlosigkeit im Verlauf des 4. Jahrhunderts v. Chr. abnahmen, waren skeptische Einstellungen nicht etwa zurückgegangen, sondern unterdessen so verbreitet, dass die strafrechtliche Verfolgung immer weniger Wirkung zeigte. So konnte der Kyniker Diogenes (* ca. 400; † 325 v. Chr.) seinen Spott über Götter, Mysterien, Vorsehung und Aberglauben in Athen verbreiten, ohne dass man ihm den Prozess machte.

#### Hellenismus

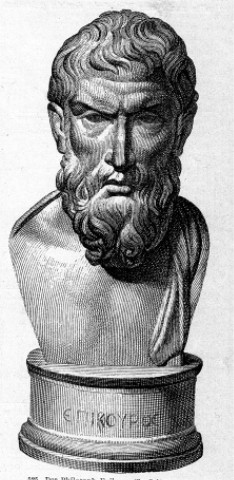
Epikur (341.v. Chr. – 270.v. Chr.)

Während die Verehrung der anthropomorphen olympischen Götter auch im häuslichen Kult immer mehr an Bedeutung verlor, traten im Zuge des Zerfalls von Polis und herkömmlicher stadtstaatlicher Ordnung – auf dem Wege also zu den hellenistischen Großreichen und danach zum Römischen Reich – neben allerlei importierten Mysterienkulten und auswärtigen Gottheiten auch zunehmend vergöttlichte Herrscher, die auf diese Weise religiöse Bindungsbereitschaft zum eigenen Vorteil umlenkten.
Weit entfernt von den alten Glaubensformen sind auch die an der Wende vom 4. zum 3. Jahrhundert v. Chr. entstehenden philosophischen Lehren des Epikureismus und der Stoa. Bei den Stoikern kommen pantheistische Vorstellungen zur Entfaltung, die das Göttliche mit der Allnatur verschmelzen und darin den Wirkungsort für die Menschen und für ihr ethisches Bezugssystem finden. Bei Epikur verschwinden die Götter in vom menschlichen Dasein gesonderten Welten und haben keinerlei Wirkungsmacht über die Menschen und ihr Treiben. Es handelt sich getreu dem rein materialistischen Weltbild Epikurs auch bei den Göttern um atomar konstituierte Wesen. Allerdings empfiehlt Epikur als der eigenen Seelenruhe dienlich, sich den staatlich vorgeschriebenen Kulten und religiösen Bräuchen flexibel anzupassen.

#### Römische Antike
Mit der römischen Expansion verloren die überlieferten lateinischen Götter an Bindungskraft und Bedeutung. Die Eroberung Griechenlands und des östlichen Mittelmeerbeckens durch die Römer brachte mit auswärtigen Religionen und Gottheiten spiritualistische und materialistische Denkschulen zuhauf nach Rom, etwa Kybele, Isis, Osiris und Serapis, dazu astrologische und magische Vorstellungen sowie auch platonische, kynische und skeptische, epikureische und stoische Lehren.
Der von Lukrez in Rom hymnisch verbreitete Epikureismus, in dessen Zentrum ein asketisch unterlegtes Lust- und Glücksstreben steht, stellt sich mit der vollständigen Abscheidung der Götter als eine im Grunde konsequent atheistische Morallehre dar. Die Stoa wiederum, die in den herrschenden Kreisen der römischen Gesellschaft häufig angenommen wurde, vermittelt einen nur vage-verschwommenen Gottesbegriff und trennt in dem anzustrebenden Ideal des stoischen Weisen kaum noch zwischen Mensch und Gott. Ciceros Untersuchung über die Natur der Götter (De natura deorum) mündete in Skepsis: „Bestimmt wird selbst diejenigen, die darüber etwas zu wissen glauben, die so große Uneinigkeit der gelehrtesten Männer in dieser wichtigen Frage zu gewissen Zweifeln zwingen.“
Eine – freilich weniger reflektierte – agnostische Grundstimmung scheint in der frühen Römischen Kaiserzeit (parallel zum Beginn des Frühchristentums) auch in Volkskreisen verbreitet gewesen zu sein; so legt der Schriftsteller Petronius in seinem satirischen Roman Satyricon (in der Szene des Gastmahls des Trimalchio) dem Protagonisten Ganymedes die Worte in den Mund:

„Niemand glaubt mehr an den Himmel, niemand hält die Fasten, niemand kümmert sich um Jupiter, sondern alle machen die Augen zu und zählen nur ihren Zaster.“

Der sich einstellenden Vielfalt weltanschaulich-religiöser Vorstellungen gegenüber stand die Bereitschaft, als Atheismus zu diskriminieren und zu kriminalisieren, was nicht zu den etablierten Staatskulten gehörte. Davon war in seinen Anfängen auch das Christentum betroffen. Denn dessen Anhänger lehnten es aus Glaubensgründen ab, an den religiösen Staatskulten teilzunehmen. In der Ablehnung insbesondere des Kaiserkults wurden sie nicht selten zu Märtyrern.

### Mittelalter und Reformation
Ob es im Mittelalter Atheismus im Sinne einer Leugnung der Existenz eines Gottes gab, ist umstritten. Traditionell wird das „christliche Mittelalter“ als Zeitalter angesehen, in dem Europa komplett durch das Christentum bestimmt war, mit der Ausnahme kleiner jüdischer und muslimischer Minderheiten. Die oft dürftige und fast durchgängig christlich geprägte Quellenlage erschwert eine eindeutige Zuordnung einzelner Denker oder Personengruppen zum Atheismus.
Der Theologe Walter R. Dietz schreibt, die Bezeichnung Atheismus sei im Mittelalter nur verwendet worden für Leugnungen des dreifaltigen Gottesgedankens, etwa durch den Islam. Nach dem evangelischen Theologen Jan Milič Lochman trat Atheismus im Sinne von Gottesleugnung oder Gottlosigkeit in Europa erst seit dem 16. und 17. Jahrhundert auf. Dem französischen Historiker Georges Minois zufolge gab es im Mittelalter durchaus Atheismus, und zwar sowohl in seiner praktischen, wie auch zumindest ansatzweise in seiner theoretischen Form. Der Glaube habe das Mittelalter zwar beherrscht, der Atheismus habe aber im Leben und Denken einer Minderheit überdauert.

#### Theoretischer Atheismus
Seit dem 13. Jahrhundert ist eine zunehmende Kritik christlich-katholischer Glaubensinhalte zu beobachten. Eine wesentliche Rolle scheint hierbei die Wiederentdeckung aristotelischer Lehren und deren Interpretation durch islamische Philosophen gespielt zu haben. Wirkungsmächtig waren insbesondere der Aristotelismus und der Averroismus. Bedeutend war, dass Aristoteles, obwohl er teilweise als „Heide“ bezeichnet wurde, doch als der Meister des logischen Denkens galt. Die aristotelische Philosophie widerspricht der christlichen Lehre insbesondere in zwei Punkten: Sie verneint die Schöpfung und die Unsterblichkeit der Seele. Daher wurde das Unterrichten seiner Physik und Metaphysik auch wiederholt durch päpstlichen Erlass untersagt.
Dennoch erstritt sich Georges Minois zufolge die Vernunft vom 11. bis 13. Jahrhundert eine zunehmend größere Unabhängigkeit vom Glauben. Petrus Abaelardus forderte ein, dass der Glaube den Regeln der Vernunft nicht widersprechen dürfe. Boetius von Dacien trat für die strikte Trennung von rational erfassbarer Wahrheit und Glaubenswahrheiten ein. Siger von Brabant ging noch weiter und bestritt zahlreiche zentrale christliche Dogmen. Die christliche Autorität reagierte einerseits mit Zensur und Repression. Zudem gab es jedoch auch verstärkte Bemühungen, den Glauben durch Gottesbeweise zu untermauern.
Wilhelm von Ockham erklärte alle Versuche, Glaubenssätze mit den Mitteln der Vernunft zu beweisen, für von vornherein zum Scheitern verurteilt.

#### Praktischer Atheismus
Im 12. Jahrhundert provozierten die Goliarden in ihren Liedern mit zum Teil bewusst provokanten atheistischen Positionen wie „ich bin begieriger nach Wollust als nach dem ewigen Seelenheil“.
Eine skeptische Haltung in Bezug auf viele Glaubenssätze nahmen auch die englischen Lollarden ein. Auch einige der so genannten „Blasphemiker“ könnten Atheisten gewesen sein. In dem mehreren Autoren zugeschriebenen Buch von den drei Betrügern sind Moses, Jesus Christus und Mohammed gemeint. Daneben lebten auch pantheistische Weltanschauungen in kleineren Glaubensgemeinschaften und unter Einzelpersonen fort. Sie sind zwar nicht dem Atheismus im engeren Sinne zuzuordnen, forderten aber wohl den christlichen Glauben heraus. Vertreter sind insbesondere die Pariser Theologen David von Dinant und Amalrich von Bena sowie die Brüder und Schwestern des freien Geistes.
Im Volk ist die Existenz von Ungläubigen in zahlreichen Berichten von Wundern bezeugt. Zudem lassen sich im einfachen Bauernvolk materialistisch-atheistische Positionen nachweisen. So wurde unter anderem die Existenz einer unsterblichen Seele und die Wiederauferstehung Christi verneint. Ein Beispiel für diese Art des „volkstümlichen Materialismus“ ist in den Verhörprotokollen des italienischen Müllers Menocchio festgehalten.
Gegen Ende des Mittelalters gibt es auch zunehmend Klagen christlicher Pfarreien über die schwache Präsenz der Gemeinde in der sonntäglichen Messe.
Als mittelalterliche Bevölkerungsteile, die besonders vom Atheismus betroffen waren, werden Söldner und Exkommunizierte genannt. Die Zahl Letzterer ging allein in Frankreich zeitweise in die Zehntausende.

#### Reformation
Die Reformation brachte keine Abkehr vom (christlichen) Glauben, sondern wertete den persönlichen Glauben im Sinne subjektiver Überzeugung sogar auf. Dennoch ist die Reformation ein wichtiger Wendepunkt nicht nur in der Geschichte der Religion, sondern auch in der des Atheismus.
Durch die Reformation konnten sich mit den protestantischen Konfessionen erstmals Kirchen neben der katholischen etablieren, die zu stark waren, um dauerhaft gewaltsam unterdrückt werden zu können. Auf Dauer waren beide Seiten zur religiösen Toleranz gezwungen, später wurde diese auch auf zunächst nicht von dieser Toleranz eingeschlossene Gruppen, wie die Reformierten, erweitert. Diese Entwicklung hin zur Toleranz sollte später auch Atheisten zugutekommen. Durch die auf die Reformation folgenden Religionskriege diskreditierten sich die sich bekriegenden Kirchen in den Augen vieler selbst. Deutlich trat der Widerspruch zwischen öffentlich gepredigter christlicher Nächstenliebe und tatsächlichem Handeln der damaligen Kirchen beispielsweise in der offenkundigen Barbarei der Hugenottenkriege und des Dreißigjährigen Krieges zutage. Bedeutsam ist auch, dass die katholische Kirche ihr bis dahin beinahe unantastbares Deutungsmonopol für die traditionsgeprägte Auslegung der Bibel und damit beträchtlich an Autorität auch auf geistlichem Gebiet verlor.
Politisch trug die Reformation entscheidend zur Emanzipation der Staaten aus der geistlichen Bindung an die Kirche bei, die sich nun vielfach, wie beispielsweise im Landesherrentum, im französischen Gallikanismus und der Reichskirche der Politik unterordnen musste. Diese Entstehung moderner Machtverhältnisse war eine zwingende Voraussetzung, um letztlich die Trennung von Kirche und Staat zu ermöglichen. Die dadurch garantierte Religionsfreiheit weitete sich, auch wenn der Weg dorthin keineswegs ohne Repressionen verlief, schließlich auch zur Respektierung des Rechts auf Glaubenslosigkeit aus. Dennoch blieb der Atheismus bis zum letzten Drittel des 19. Jahrhunderts ein Phänomen einer elitären Minderheit.

### 17. bis 19. Jahrhundert
Das Zeitalter der Aufklärung brachte den ersten theoretisch ausformulierten Atheismus der Neuzeit mit sich. Dieser steht in engem Zusammenhang mit den Fortschritten der Naturwissenschaft. Bereits 1674 war der deutsche studierte Theologe Matthias Knutzen mit drei atheistischen Schriften an die Öffentlichkeit getreten, die ihn zum ersten namentlich bekannten Atheisten der Neuzeit machen. Ein Jahrzehnt darauf folgte der polnische Philosoph Kazimierz Łyszczyński in seinem – bis auf wenige Zitate verlorenen – Werk De non existentia Dei (dt. Über die Nichtexistenz Gottes), in dem er postulierte, Gott sei lediglich eine von Menschen erdachte Chimäre und Religion sei nur ein Mittel zur Unterdrückung der Bevölkerung. Trotz der zu jener Zeit im Königreich Polen geltenden Religionsfreiheit wurde Łyszczyński für sein Werk 1689 aus politischen Gründen zum Tode verurteilt und hingerichtet.
Bis weit ins 18. Jahrhundert war der Vorwurf, ‚Atheist‘ zu sein, in der Regel eine gefährliche Fremdzuschreibung. In Preußen war es die aufklärerische Haltung Friedrichs des Großen (1740: „Jeder soll nach seiner Façon selig werden“), in anderen Ländern die Erklärung der Menschen- und Bürgerrechte in der Französischen Revolution (1789) und die amerikanische Bill of Rights (1789), die zu einer Akzeptanz diverser atheistischer Standpunkte führten. Der französische Philosoph und Aufklärer Julien Offray de La Mettrie konnte 1748 seine atheistische Philosophie nur außerhalb Frankreichs, im preußischen Exil, öffentlich vertreten. In deutscher Sprache waren, in kritischer Wendung gegen Hegel, die Ex-Theologen Bruno Bauer und Ludwig Feuerbach die ersten atheistischen Philosophen. Feuerbach kritisierte in seinem einflussreichen Werk Das Wesen des Christentums (1841) nicht nur das Christentum grundlegend, sondern darüber hinaus die Religion generell als Ergebnis psychologischer Projektionen („Der Mensch schuf Gott nach seinem Bilde“). Später konstatierte Friedrich Nietzsche: „Gott ist tot“ (1882) und „Atheismus […] versteht sich bei mir aus Instinkt“ (1888).

#### Aufklärung in Frankreich

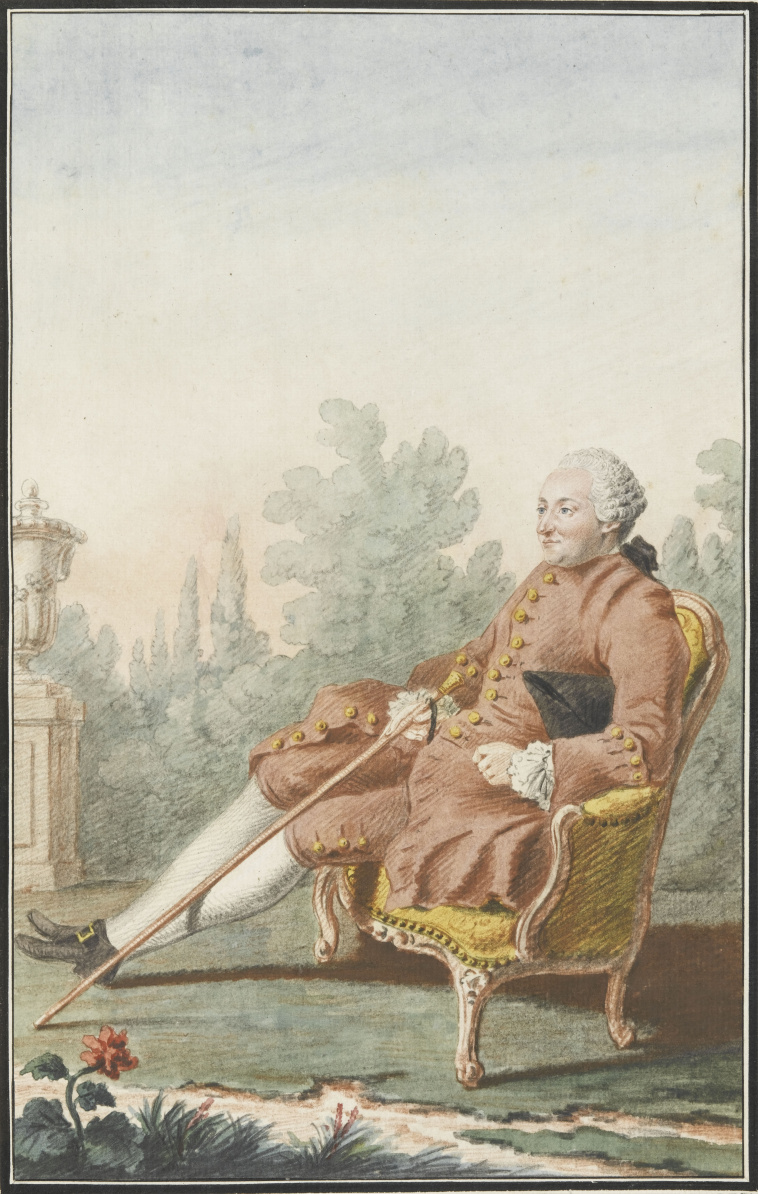
Paul Henri Thiry d’Holbach, 1766

Das früheste Zeugnis eines dezidierten Atheismus in der Neuzeit findet sich im Theophrastus redivivus, der Schrift eines anonymen französischen Autors aus dem Jahr 1659. Die Existenz Gottes wird darin zwar bestritten, die gesellschaftliche Nützlichkeit der Religion hingegen behauptet.
Als erster radikaler Atheist der Neuzeit gilt heute der französische Abbé Jean Meslier (1664–1729). In seinen zwischen 1719 und 1729 verfassten und erst später anonym veröffentlichten Pensées et sentiments stellte Meslier die Existenz von Göttern völlig in Abrede, welche für ihn bloße Hirngespinste sind. Im Gegensatz zum Theophrastus verbindet Meslier seinen Atheismus mit einem Antiklerikalismus: Er polemisiert gegen Kirche und Krone, die er als Ausbeuter und Unterdrücker der Armen ansieht. Meslier hat seine als Testament bekannt gewordene Schrift nur in drei handschriftlichen Exemplaren hinterlassen, die zunächst einige Jahrzehnte lang klandestin zirkulierten. Erst 1761 veröffentlichte Voltaire eine Version der Schrift, in der er alle atheistischen und materialistischen Passagen getilgt und nur Mesliers Christentumskritik und Antiklerikalismus erhalten hatte. Diese deistisch verfälschte Fassung blieb, zumal sie durch Neuauflagen und Aufnahme in Voltaires Œuvres weite Verbreitung fand, bis ins 20. Jahrhundert die allgemein bekannte; daran hat auch eine 1864 in Amsterdam erschienene vollständige Ausgabe nichts geändert. Erst 1972 haben Albert Soboul u. a. aufgrund der Originalmanuskripte eine nun maßgebliche Edition dieses ersten neuzeitlichen Werks des Atheismus geschaffen.

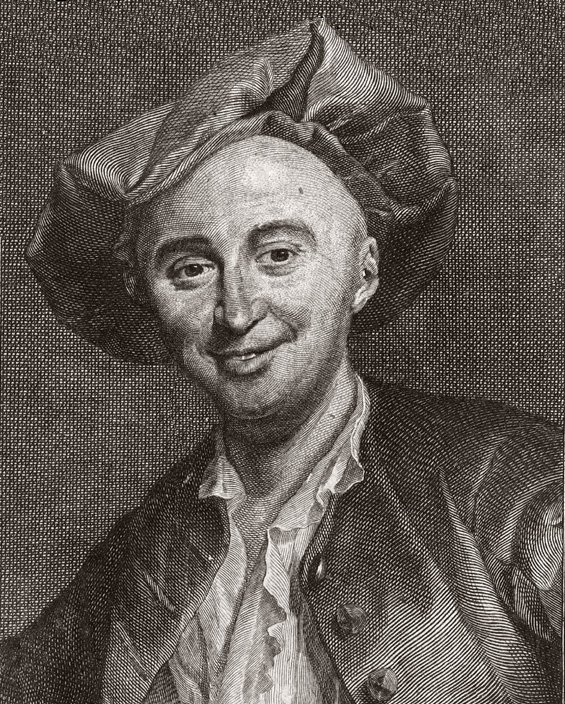
Julien Offray de La Mettrie als „Democritus ridens“, als lachender Demokrit, um 1750

Während Meslier somit lange Zeit als voltairianischer antiklerikaler Deist galt, war der erste öffentlich bekannt gewordene radikale Atheist der Aufklärung Julien Offray de La Mettrie (1709–1751). Sein philosophischer Erstling Histoire naturelle de l’âme (Naturgeschichte der Seele, 1745) wurde als materialistische und atheistische Schrift vom Pariser Henker verbrannt. La Mettrie floh nach Holland, wo er sein berühmtes Werk L’homme machine (Der Mensch als Maschine, 1748) publizierte, in dem es heißt, „dass die Welt niemals glücklich sein wird, solange sie nicht atheistisch ist.“ La Mettrie blieb nicht bei der Negation Gottes stehen, sondern skizzierte in seinem Discours sur le bonheur (Rede über das Glück, 1748) eine geradezu modern anmutende psycho(patho)logische Theorie des Religiösen. Er musste anschließend sogar aus den toleranten Niederlanden fliehen. Friedrich II. von Preußen bot ihm Asyl an und stellte ihn in Sanssouci als Vorleser ein. Er wurde auch in die Königlich Preußische Akademie der Wissenschaften zu Berlin aufgenommen.
Eine frühe öffentliche Verneinung der Existenz eines Gottes findet sich auch in dem 1770 anonym erschienenen Werk Système de la nature des Baron d’Holbach (1723–1789), einem Grundwerk des Materialismus. Holbach sah in der Religion den größten Feind der natürlichen Moral und zog gegen ontologische und kosmologische Gottesbeweise zu Felde. Das Glück des Menschen hängt nach seiner Auffassung vielmehr am Atheismus. Die von ihm vertretene „Ethokratie“ beruht allerdings nicht auf der vorgängigen materialistischen Philosophie La Mettries, den er wegen seiner Moraltheorie sogar als „Wahnsinnigen“ bezeichnete.
Denis Diderot (1713–1784), bekannt vor allem als Herausgeber der Encyclopédie, vertrat in seinen kirchen- und religionskritischen Werken Pensées philosophiques (1746) und dem Lettre sur les aveugles à l’usage de ceux qui voient (1749) zunächst eine deistische, später eine atheistische Position. Auch er war ein vehementer Gegner La Mettries, den er noch posthum als „Autor ohne Urteilskraft“ und wegen der „Verdorbenheit seines Herzens“ „aus der Schar der Philosophen“ ausschloss.
Voltaire übte scharfe Kritik an Kirche und Klerus und griff in zahllosen Schriften und Briefen die christliche Religion teils mit scharfsinnigem Spott, teils mit feinsinniger Ironie an. Allerdings wollte er ausdrücklich nicht als Atheist bezeichnet werden (Réponse au Système de la nature, 1777). In dem Artikel Athéisme schrieb er unter anderem:

„Der Atheismus ist der Fehler einiger Leute von Geist, der Aberglaube ist der Fehler der Dummköpfe; und Lumpen sind Lumpen.“

Wenn sich Voltaire auch häufig zum englischen Deismus bekannte, wirkte er auf viele seiner Zeitgenossen durch seinen Stil und die Art, wie er seinen Deismus vortrug, durchaus wie ein Atheist. Die katholische Kirche bezichtigte ihn deswegen auch des Atheismus. Fritz Mauthner, Autor des vierbändigen Werks Der Atheismus und seine Geschichte im Abendlande, nannte Voltaire „den Feldherrn und Staatsmann der französischen und europäischen Freidenker.“

#### Immanuel Kant
Gemäß Immanuel Kant gibt es keinen möglichen Beweis für oder gegen die Existenz eines höchsten Wesens, weder durch Anwendung der Vernunft noch durch Betrachtung der empirischen Natur. Wie Kant in der Transzendentalen Dialektik, dem zweiten Hauptteil der Transzendentalen Logik in Kritik der reinen Vernunft, zu zeigen versucht, scheitern alle Gottesbeweise daran, dass die in der menschlichen Vernunft vorhandene Vorstellung eine transzendentale Idee ist, d. h. die Vorstellung eines Gegenstands, der mit keiner möglichen menschlichen Erfahrung übereinstimmen kann. Er billigt transzendentalen Ideen jedoch eine regulative Funktion zu:

„Ich behaupte demnach: die transzendentalen Ideen sind niemals von konstitutivem Gebrauche, so, dass dadurch Begriffe gewisser Gegenstände gegeben würden, und in dem Falle, dass man sie so versteht, sind es bloß vernünftelnde (dialektische) Begriffe. Dagegen aber haben sie einen vortrefflichen und unentbehrlich notwendigen regulativen Gebrauch, nämlich den Verstand zu einem gewissen Ziele zu richten, in Aussicht auf welches die Richtungslinien aller seiner Regeln in einem Punkt zusammenlaufen, der, ob er zwar nur eine Idee (focus imaginarius), d. i. ein Punkt ist, aus welchem die Verstandesbegriffe wirklich nicht ausgehen, indem er ganz außerhalb der Grenzen möglicher Erfahrung liegt, dennoch dazu dient, ihnen die größte Einheit neben der größten Ausbreitung zu verschaffen.“

Vereinfacht gesagt bedeutet dies: Alle Grenzen möglicher menschlicher Erfahrung überschreitenden Dinge (Gott, Unsterblichkeit, Unendlichkeit) sind nach Kant zwar nicht erkennbar, sie geben der Erfahrung aber eine gewisse, subjektive Einheit. Regulativ sind sie deswegen, weil sie dem Verstand eine Orientierung bieten, mit der dieser Erlebnisse und Eindrücke über den unmittelbaren Wahrnehmungsgehalt hinaus ordnen kann. Damit ist Kant in theoretischer Hinsicht ein Vertreter einer agnostizistischen Position. Die regulative Idee „Gott“ erhält jedoch in Kants Moralphilosophie eine neue Funktion.
Beschäftigt sich Kant in der Kritik der reinen Vernunft mit der theoretischen Seite der Vernunft („Was kann ich wissen?“), so behandelt die Kritik der praktischen Vernunft deren praktische Seite („Was soll ich tun?“). Gott wird hier postuliert: Wenn die menschliche Vernunft in der Lage ist, sich selbst Ziele frei zu setzen, z. B. auch gegen die unmittelbar empfundenen empirischen Bedürfnisse, so setzt das voraus, dass jeder Mensch seine eigene Vernunft als verpflichtend erlebt (Kant nennt dies das „Faktum der Vernunft“). Derjenige Anteil des menschlichen Willens, der vernunftgemäß und unabhängig von den empirischen Bedürfnissen seine Wahl trifft, kann nun nach Kant nichts anderes wollen, als einem moralischen Gesetz zu folgen. Das moralische Gesetz verpflichtet jeden Menschen zur Sittlichkeit, indem es ihn anhält, seinen Willen nach dem Kategorischen Imperativ zu gestalten. Für Kant besteht nun ein Problem darin, zu zeigen, ob und wieso die Befolgung des moralischen Gesetzes auch zu Glückseligkeit, also einem Zustand allgemeiner Zufriedenheit führt. Die Frage ist: Wenn ich sittlich handeln soll, ist dann auch sichergestellt, dass ich glücklich werde? Als Instanz, die sicherstellt, dass sittliches Verhalten auch zu Glückseligkeit führt, wird Gott eingeführt, die garantieren soll, dass die Welt im Ganzen einem gerechten Plan folgt.
In der Nachfolge blieb Kants theistischer Skeptizismus oder partieller Agnostizismus weitgehend unbeachtet. Der Deutsche Idealismus (Fichte, Schelling, Hölderlin, Hegel) redete zwar von Gott als dem absoluten Weltgeist oder einem absoluten Ich, kümmerte sich hingegen wenig um die Antinomien der Vernunft. Aus heutiger Sicht wird Kants Postulat eines Gottes als Verbindungsglied zwischen Sittlichkeit und Glückseligkeit eher als Mangel seiner Theorie gesehen. Kants individualistischer Theorie fehlt schlicht der gesellschaftliche Horizont von Sittlichkeit. In seiner Rechtsphilosophie kommt Hegel hingegen ohne ein solches Ad-hoc-Postulat zur Begründung der Sittlichkeit aus. Stattdessen steht der absolute Weltgeist (= Gott) für Hegel theoretisch wie historisch am Anfang seines dialektischen Systems. Dabei macht Hegel sozusagen aus der antinomischen Misere der Dialektik eine neue Tugend, indem er das dialektische Prinzip der Selbstwidersprüchlichkeit zu einer eigenen Methode ausbaut.

#### Ludwig Feuerbach

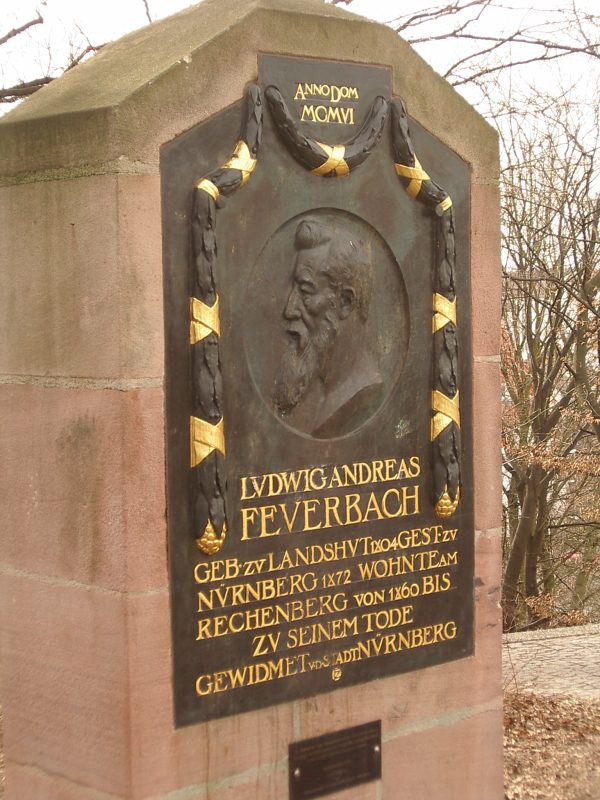
Ludwig Feuerbach, Wohnhaus-Gedenktafel von 1904, wiederaufgestellt im Jahr 1999 auf dem Rechenberg in Nürnberg

Ludwig Feuerbach vertrat in Das Wesen des Christentums von 1841 die folgenden Thesen:
1. Religion ist nicht nur eine historische oder transzendente Tatsache, sondern vor allem eine Leistung des menschlichen Bewusstseins, also der Einbildungskraft oder Phantasie.
2. Alle Religionen unterscheiden sich nur ihrer Form nach, haben aber eines gemeinsam: Sie spiegeln die unerfüllten Bedürfnisse der menschlichen Natur wider. Gott und alle religiösen Inhalte sind nichts anderes als psychologische Projektionen, die ihre materiellen Ursachen in der Natur des Menschen besitzen.

Feuerbachs Ausgangspunkt zur Herleitung seiner Thesen war die Natur des Menschen. Wesentlich für Feuerbach war, dass Menschen Bedürfnisse und Wünsche besitzen und diese in bestimmter Hinsicht unerfüllt bleiben, weil der Mensch – so würden wir heute sagen – ein Mängelwesen ist. Das ist sein anthropologischer Kern, den Marx weitgehend übernimmt. Von Hegel übernahm Feuerbach die idealistische Auffassung, dass es das Bewusstsein und seine Leistungen seien, die seine Praxis bestimmen. Im Zentrum stand für Feuerbach dabei die menschliche Einbildungskraft. Es seien nun die unerfüllbaren und andauernd unerfüllten Bedürfnisse, die der Mensch mit Hilfe seiner Einbildungskraft in ein religiöses Reich projiziere. Die religiösen Gehalte verweisen nach Feuerbach auf die unerfüllten Bedürfnisse und damit auf die als unvollkommen erlebte Natur des Menschen. In seinem Hauptwerk versucht er, dies anhand der Begriffe Liebe, Endlichkeit, Sterblichkeit, Ungerechtigkeit zu zeigen: Die religiöse Vorstellung der Unsterblichkeit der Seele sei ein Reflex auf die unvollkommene Natur des Menschen als sterbliches Wesen, die der Allgüte Gottes ein Reflex auf die Unmöglichkeit, alle Menschen gleichermaßen zu lieben usw.
Feuerbachs Theorie der Religionskritik wurde später und wird heute in Verbindung mit dem Begriff „religiöser Anthropomorphismus“ oder „Anthropozentrismus“ oder unter dem Schlagwort „Projektionstheorie“ diskutiert. Schlagwortartig mag man sie unter folgenden Mottos zusammenfassen:

„Der Mensch schuf Gott nach seinem Bilde.“

oder:

“Homo homini Deus est”

„Der Mensch ist dem Menschen ein Gott.“

Die Erklärung der Religion hat also – nach Feuerbach – vom Menschen auszugehen, sie aus ihm herzuleiten und sie wieder auf ihn zu beziehen:

„[…] Der Mensch ist der Anfang der Religion, der Mensch der Mittelpunkt der Religion, der Mensch das Ende der Religion.“

#### Karl Marx

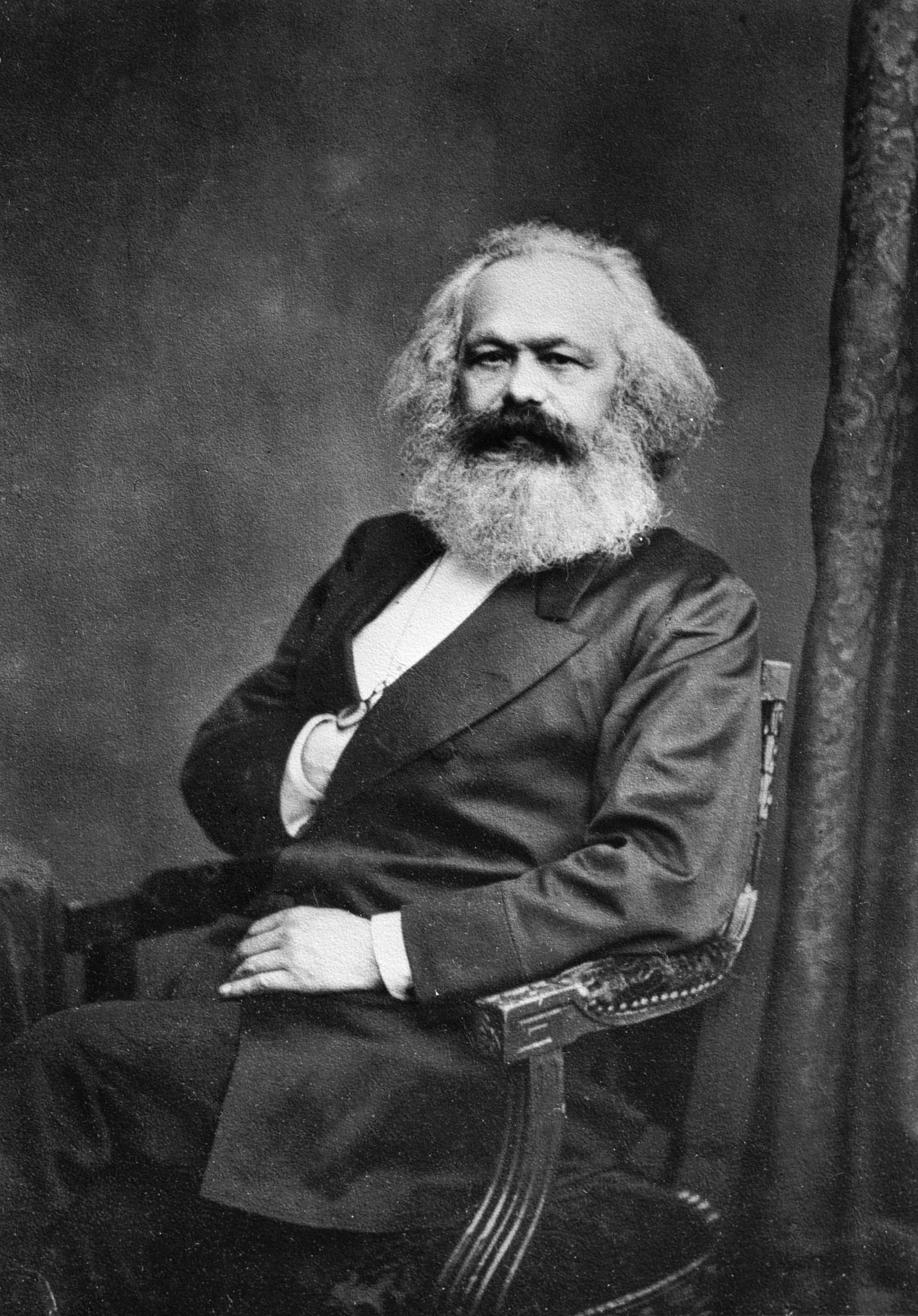
Karl Marx (1818–1883)

Marx’ Kritik an Feuerbach – „vergesellschaftete“ Religiosität
Marx’ Religionskritik findet sich vor allem in zwei einschlägigen Werken/Texten:
- Zur Kritik der Hegelschen Rechtsphilosophie (1843/44)[97]
- Thesen über Feuerbach von 1845[98] (1888 von Engels in redigierter Fassung veröffentlicht)

Marx übernimmt die Projektionstheorie Feuerbachs. Auch für ihn ist die Welt der Religion keine ontologische Kategorie, sondern gehört in den Bereich menschlicher Tätigkeiten. Auch für ihn reflektiert Religion ein Bedürfnis, und auch für ihn ist Religion die Widerspiegelung einer Wirklichkeit und nichts Transzendentes.
Marx kritisiert jedoch einen wesentlichen Mangel an Feuerbachs Religionskritik: Feuerbach tue so, als ob jeder Mensch als Individuum oder als abstraktes Wesen seine Religion produziere, wohingegen der Mensch – so Marx – vor allem als konkret-praktisches und damit schon immer vergesellschaftetes (gesellschaftliches) Wesen zu begreifen sei:

„Feuerbach löst das religiöse Wesen in das menschliche Wesen auf. Aber das menschliche Wesen ist kein dem einzelnen Individuum inwohnendes Abstraktum. In seiner Wirklichkeit ist es das ensemble der gesellschaftlichen Verhältnisse.“

Und genau deswegen spiegele Religion auch nicht irgendwelche abstrakten, individuellen Bedürfnisse, sondern konkrete gesellschaftliche Bedürfnisse der Menschen wider.
Neben dieser Theorie der vergesellschafteten Religiosität kritisiert Marx an Feuerbach, dass es mit der neuen anthropozentrischen Interpretation von Religion noch nicht getan sei:

„Die Philosophen haben die Welt nur verschieden interpretiert; es kömmt drauf an, sie zu verändern.“

Diese These soll besagen, dass unter dem Blickwinkel der Praxis – und dies ist nach Marx die „gegenständliche Tätigkeit“ (= Arbeit als verändernde Aneignung von Natur) – Feuerbachs Theorie die Welt nur noch einmal in eine religiöse Welt verdoppelt und damit Religion zwar erklärt, jedoch nicht fragt, was dies praktisch für die gläubigen Menschen und die gesellschaftlichen Verhältnisse bedeutet. Und genau hier besitzt Religion gemäß Marx ihre praktische Aufgabe: Sie verhindere verändernde Praxis, weil sie die Menschen mit der Idee eines vom Erdenreich abgelösten und unabhängigen, vollkommenen Himmelreichs vertröste und umneble. Darauf bezieht sich auch Marxens Schlachtruf, wonach Religion „das Opium des Volkes“ sei. (in: Zur Kritik der Hegelschen Rechtsphilosophie).
Marx’ Entfremdungstheorie als Religionskritik
Nach Marx’ Ideologiekritik spiegeln sich in der Religion nicht nur unerfüllte abstrakte Bedürfnisse wider, sondern auch das konkrete, durch die gesamte menschliche Geschichte ziehende, gesellschaftliche Elend und Unrecht. Dies täten sie jedoch in verzerrter Form: Diese Verzerrung bestehe zum einen in einer Verkehrung oder Verdrehung wirklicher Verhältnisse und zum anderen in einer völligen Abstrahierung vom alltäglichen Lebensvollzug, die dazu führe, dass die Menschen sich in eine „Nebelregion“ flüchteten. So steht beispielsweise Gott als der Allgerechte, Allmächtige und Allgütige einer Welt ungleicher Verteilung von Macht, Gütern und Liebe gegenüber.
Ausgangspunkt für Marx’ Kritik ist die Theorie der Selbstentfremdung: Als „Entfremdung“ bezeichnet man allgemein Prozess und Ergebnis des Verlusts des Einflusses und der Verfügungsgewalt des Menschen auf und über all jenes, was einst durch ihn selbst bewirkt und ihm damit in unmittelbarer Anschauung vertraut war, welches ihm aber schließlich als etwas Unabhängiges, Fremdes gegenübertritt. So besitzt ein von seiner Arbeit entfremdeter Lohnarbeiter – nach Marx – keinen Einfluss mehr auf das Arbeitsprodukt und den Arbeitsprozess, obwohl er sich andauernd darin befindet. Deswegen treten ihm der Arbeitsprozess wie das Arbeitsprodukt als etwas Fremdes gegenüber (siehe Marx: Frühschriften). In der religiösen Selbstentfremdung nun erlebe der Mensch seine Bedürfnisse einmal als erfüllbare und erfüllte Dinge, andererseits aber auch als prinzipiell oder manchmal unerfüllbar oder unerfüllt. Die Religion wird gegenüber dem Menschen nach und nach zu etwas Selbständigem, Unabhängigem und ihm Fremdem. Dies ist mit der religiösen Selbstentfremdung gemeint: In der Religion verselbstständigen sich die unerfüllten Bedürfnisse, indem Letztere ein Eigenleben führen.

#### Friedrich Nietzsche
Atheismus als Instinkt – „Gott ist eine faustgrobe Antwort“
Friedrich Nietzsche (1844–1900), Sohn eines evangelischen Pfarrers und christlich erzogen, nannte Gott „eine viel zu extreme Hypothese“. Die christliche Gottesvorstellung hielt er für widerlegt und überholt („Gott ist tot“). Daran, dass Nietzsche selbst an keinen metaphysischen Gott glaubte, besteht kaum ein Zweifel:

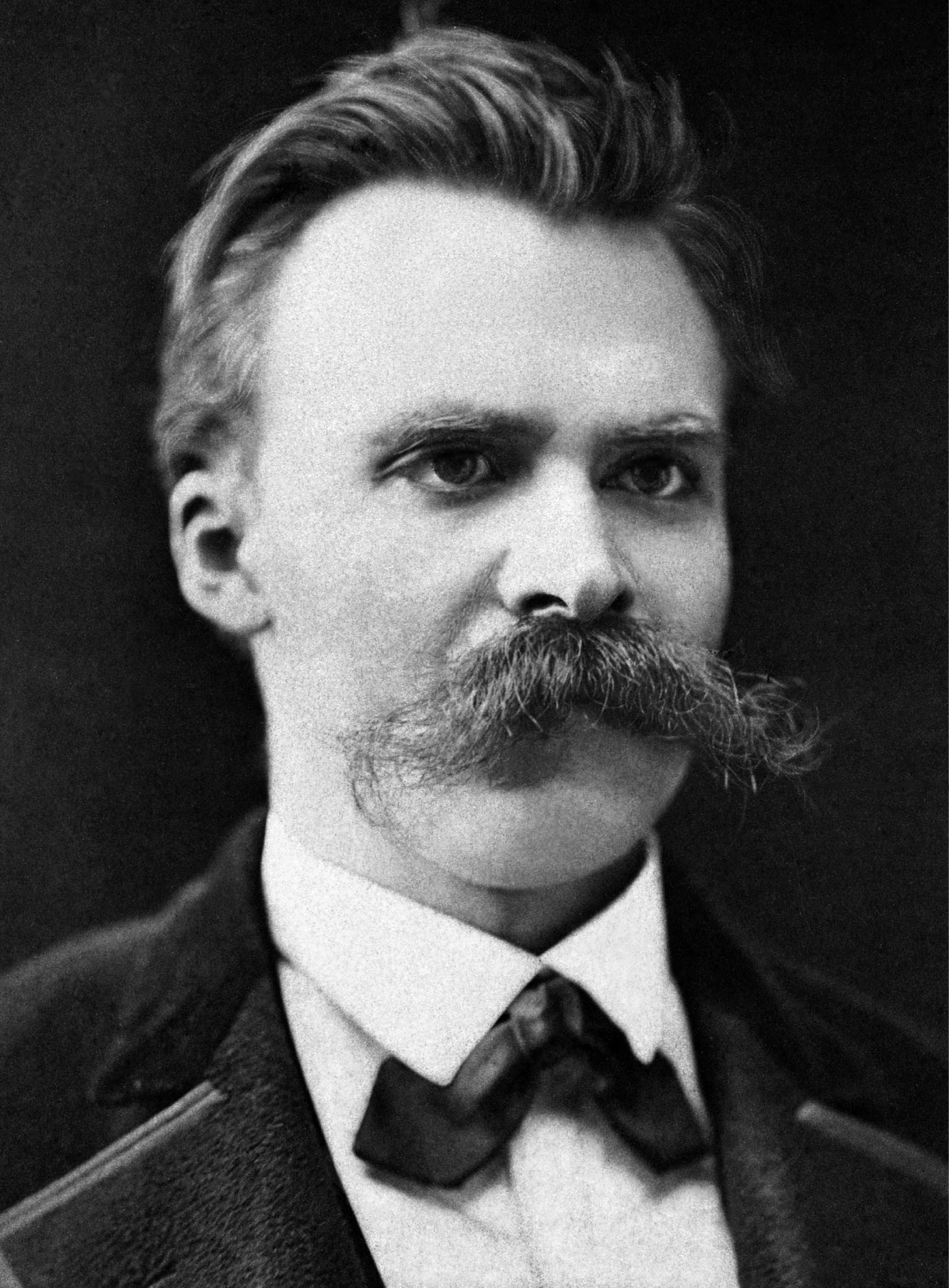
Friedrich Nietzsche (1875)

„Ich kenne den Atheismus durchaus nicht als Ergebniss, noch weniger als Ereigniss: er versteht sich bei mir aus Instinkt. Ich bin zu neugierig, zu fragwürdig, zu übermüthig, um mir eine faustgrobe Antwort gefallen zu lassen. Gott ist eine faustgrobe Antwort, eine Undelicatesse gegen uns Denker –, im Grunde sogar bloss ein faustgrobes Verbot an uns: ihr sollt nicht denken!“

Dies ist allerdings nicht der Schwerpunkt seiner Argumentation. Nietzsches Atheismus ist vielmehr Voraussetzung einer radikalen Kritik an der (christlichen) Moral. Er sah eine solche „Sklavenmoral“ als hinderlich für die Erhebung des Menschen zu neuer Größe an. Diese Kritik der christlichen Moral ist zwar charakterisiert von zahlreichen polemischen und invektiven Äußerungen Nietzsches („was war der grösste Einwand gegen das Dasein bisher? Gott […]“), zeigt sich aber vor allem in einer historisch-wissenschaftlichen (Zur Genealogie der Moral) und philosophischen Auseinandersetzung mit Begriff und Zweck von Moral (v. a. Morgenröte. Gedanken über die moralischen Vorurteile und Die fröhliche Wissenschaft). Für Nietzsches Atheismus ist kennzeichnend, dass er sich nicht generell gegen das Postulat höherer Werte stellt, sondern zunächst nur gegen jene der christlichen Moral, schließlich aber gegen die Werte jeder Moral, sofern sie die Instinktgewissheit und den biologisch angelegten „Willen zur Macht“ schwächen. Nietzsche wendet sich also gegen jede Moral, die zum Leben „Nein“ sagt. Das aber war seiner Ansicht nach bei den Morallehren aller bisherigen Philosophien und Religionen in mehr oder weniger großem Umfang der Fall – obwohl diese „Instrumente im Dienste des wachsenden Lebens“ sein sollten.
Nein zum Ja-und-Amen-Sagen – „Umwertung aller Werte“
Nietzsche bezeichnete sich folglich als den „ersten Immoralisten“ und bezeichnet damit eine Haltung des bewussten Verzichts auf eine Rückbindung an eine metaphysische Ordnung und Wahrheit. In Also sprach Zarathustra versuchte er im bewussten Anklang an den Stil der Bibel, die „frohe Botschaft“ vom „Übermenschen“ (also einer Moral, die im Dienste des Lebens steht) zu konkretisieren.

„Das psychologische Problem im Typus des Zarathustra ist, wie der, welcher in einem unerhörten Grade Nein sagt, Nein thut, zu Allem, wozu man bisher Ja sagte, trotzdem der Gegensatz eines neinsagenden Geistes sein kann; wie der das Schwerste von Schicksal, ein Verhängniss von Aufgabe tragende Geist trotzdem der leichteste und jenseitigste sein kann – Zarathustra ist ein Tänzer -; wie der, welcher die härteste, die furchtbarste Einsicht in die Realität hat, welcher den ‚abgründlichsten Gedanken‘ gedacht hat, trotzdem darin keinen Einwand gegen das Dasein, selbst nicht gegen dessen ewige Wiederkunft findet, – vielmehr einen Grund noch hinzu, das ewige Ja zu allen Dingen selbst zu sein, ‚das ungeheure unbegrenzte Ja- und Amen-sagen‘.“

In Nietzsches Atheismus ist nicht bloß ein nihilistischer Trieb zur Entwertung der Kultur zu sehen, nach Nietzsches eigener Auffassung sogar gerade das Gegenteil. Nietzsche kritisiert zwar die Moral und versteckt seine Abneigung gegen die christlichen Ideale nicht, jedoch wollte er diese Abwertung in sein Programm der „Umwertung aller Werte“ einbinden, die letztlich dem Ziel dient, neue Werte zu schaffen. Der Typus Zarathustra sollte so etwas wie der erste Prophet dieser neuen „ja-sagenden Moral“ sein, die im Dienste des Lebens steht, anstatt es in seiner freien Entfaltung zu hindern.
Nein zum Götterglauben – „Selbstbesinnung der Menschheit“
Nietzsches Atheismus ist also ein notwendiges Zwischenprodukt, das im Prozess der „Umwertung der Werte“ den Boden für eine „Selbstbesinnung der Menschheit“ bereiten soll, die letztlich in eine bejahende, lebensfrohe Moral mündet. Atheismus bedeutet hier die Ablehnung von metaphysischer Ordnung und die Verneinung des damit verbundenen Gottglaubens. Dabei gesteht Nietzsche einigen Arten des Götterglaubens – ohne sie für „wahr“ zu halten – durchaus eine nützliche oder ästhetisch ansprechende Funktion zu. In Der Antichrist beschreibt er etwa einen „gesunden“, schadlosen Götterglauben folgendermaßen:

„Ein Volk, das noch an sich selbst glaubt, hat auch noch seinen eignen Gott. In ihm verehrt es die Bedingungen, durch die es obenauf ist, seine Tugenden, – es projicirt seine Lust an sich, sein Machtgefühl in ein Wesen, dem man dafür danken kann. Wer reich ist, will abgeben; ein stolzes Volk braucht einen Gott, um zu opfern […] Religion, innerhalb solcher Voraussetzungen, ist eine Form der Dankbarkeit. Man ist für sich selber dankbar: dazu braucht man einen Gott.“

Folglich ist es auch schlüssig, warum Nietzsche dem (in seinem Sprachgebrauch „nihilistischen“) jüdisch-christlichen Gottesbegriff immer wieder den Begriff eines gewalttätigen dionysischen Gottes gegenüberstellt. Nicht der Gottesglaube selbst schadet, sondern der Glaube an einen jenseitigen, metaphysischen Gott. Nietzsches Angriffe gegen den verbreiteten Gottesbegriff sind also eingebunden in eine viel weiter reichende Kultur- und Religionskritik und gehen damit über einen bloßen Atheismus hinaus. Tatsächlich richtet sich Nietzsche an vielen Stellen auch gegen seiner Meinung nach zu simple oder inkonsequente Formen des Atheismus.

### 20. und 21. Jahrhundert

#### Psychoanalyse

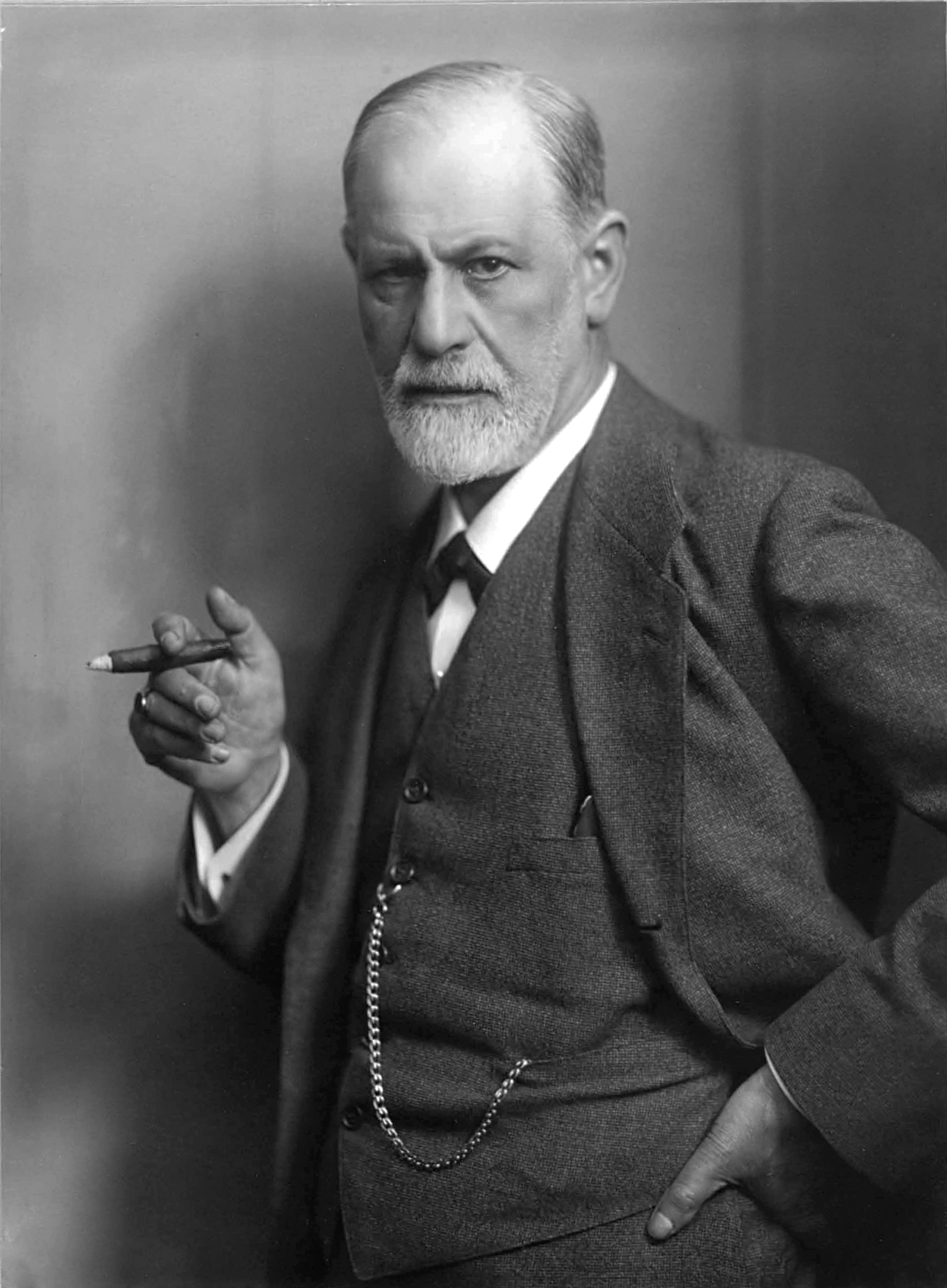
Sigmund Freud (1921)

Sigmund Freud, der Begründer der Psychoanalyse, hat mehrmals in einer naturgeschichtlichen Deutung die Entstehung von Religionen (und vieler anderer Erscheinungen) als die Erfüllung unbewusster, auch unterdrückter Wünsche des Menschen zu erklären versucht. Als Grundlage dienten Freud die Ähnlichkeiten zwischen kultisch-religiösen Handlungen und den Handlungsabläufen neurotischer Besessenheit. In seinem Buch Totem und Tabu (1913) kommt er zu der Schlussfolgerung: „Illusionen, Erfüllungen der ältesten und stärksten, dringendsten Wünsche der Menschheit“ seien eben die Religionsvorstellungen. Die Herleitungen, in denen sowohl die darwinsche „Urhorde“ als auch der Ödipuskomplex herangezogen werden, gelten als spekulativ. In einer verallgemeinerten Form, nämlich dass Religionen sehr wohl vorgeben, starke bewusste wie auch unbewusste Wünsche und Sehnsüchte der Menschen zu erfüllen, gilt Freuds These als unbestritten. Freuds einschlägige Monographie zum Thema ist Die Zukunft einer Illusion (1927).
Nach Freud bieten die Eltern dem Kind unverzichtbaren Schutz und ein moralisches Gerüst für die Orientierung. Aus Sicht des Kindes sind die Eltern in der Lage, Übermenschliches zu leisten. Mit zunehmendem Alter des Kindes erkennt es, dass auch die Eltern nicht immer Schutz und Rat bieten können. So überträgt das Kind die den Eltern zugeschriebenen Fähigkeiten auf Gott. Anstatt also die Vorstellung aufzugeben, dass man immer geborgen und beraten ist in der Welt (Realitätsprinzip), wird weiterhin an der Illusion festgehalten. Gott ersetzt die Eltern in ihrer Funktion, Schutz und Moral zu bieten.
Wenn Freuds Schlussfolgerungen auch nicht direkt den Theismus widerlegen, bieten sie doch gewisse Ansatzpunkte, religiöse Phänomene durch psychische Vorgänge zu erklären und die Notwendigkeit der Annahme übernatürlicher Kräfte zu verneinen.

#### Existenzialismus
Einen existenzialistischen Atheismus im eigentlichen Sinne gibt es nicht, da der Existenzialismus kein geschlossenes Lehrgebäude darstellt und unter diesem Begriff sehr disparate weltanschauliche, philosophische, ja auch theologische Konzepte versammelt werden. Sie reichen von Stirner über Schopenhauer, Kierkegaard, Heidegger, Camus bis Sartre und Jaspers.
Nimmt man als Referenzpunkt den Existenzialismus sartrescher Prägung, so ergibt sich folgende atheistische Auffassung: Der wichtigste existenzialistische Grundsatz Sartres findet sich in seinem bekannten Satz wieder, wonach die (menschliche) Existenz der Essenz (dem Wesen) vorausgehe. Es gibt kein Wesen (hier sowohl personal als Gott verstanden als auch abstrakt als Natur des Menschen), wonach und wodurch der Mensch konzipiert wurde. Da der Mensch zu Beginn „Nichts“ ist und sich ständig selbst entwirft, bedeute Gott also jemand, der so etwas wie eine menschliche Natur konzipiert hat, eine Beschränkung dieses konstitutiven Selbstentwurfs. Stattdessen ist nach Auffassung der Existenzialisten der Mensch von Beginn an zur absoluten Freiheit verdammt. Für die Neoexistenzialisten der Sartre-Schule ist Gott zunächst also das, was die absolute Freiheit des Menschen beschränkt.
„Wenn Gott nicht existierte, wäre alles erlaubt“, schrieb Dostojewski. Aus existenzialistischer Perspektive würde man hinzusetzen: „Und weil er nicht existiert, ist der Mensch zur Verantwortung verdammt.“ Wie ist das zu verstehen? Wenn Gott existierte, gäbe es etwas, was der menschlichen Existenz vorausginge, auf das er sich als Grund seines Handelns berufen könnte. Fällt dieser Grund weg, ist der Mensch absolut verlassen und muss die Gründe seines Handelns vollständig aus sich selbst schöpfen. Erst jetzt, wenn prinzipiell alles erlaubt ist, ist er nach neoexistenzialistischer Sichtweise als Individuum voll verantwortlich für sein Handeln. Für Neoexistenzialisten ermöglicht erst eine Welt (genauer: eine Existenz) ohne Gott die wahre Verantwortung des Menschen.
Die neoexistenzialistische Auffassung (Sartre, Camus) übernimmt Heideggers Daseinsbegriff (Sein und Zeit) für die Existenz. Demnach seien drei Dinge für die menschliche Existenz charakteristisch: die Geworfenheit, der Entwurf und die Verfallenheit. Wesentlich für die atheistische Grundhaltung der Neoexistenzialisten ist die Geworfenheit: Der Mensch ist kein Abbild einer Idee oder eines Vorbilds oder Bauplans, sondern er wird als tabula rasa in die Welt geworfen.
Im Atheismuskonzept des Neoexistenzialismus geht es nicht allein um die Zurückweisung eines personalen Gottes, dem die Menschen sich zu verantworten haben, sondern auch um alle Konzepte, die als Theorien der „Natur des Menschen“ auftreten: Sei es die Gesellschaft (der Mensch als soziales Wesen), sei es die Ökonomie (der homo oeconomicus) oder seien es anthropologische Konzepte (der Mensch als des Menschen Wolf, als Egoist) – alle werden sie vom Existenzialismus zurückgewiesen mit dem Verweis, sie leisteten nur die Ent-Verantwortung des Menschen, weil dieser damit auf ihm äußerliche, sachliche Zwänge hinweisen könne. Damit kann der existenzialistische Atheismus auch als Versuch verstanden werden, gegen die Zwänge moderner Gesellschaften aufzubegehren, was die Neoexistenzialisten, vor allem Sartre, im Verlauf der Studentenrevolten 1968 in Frankreich auch taten.

#### Analytische Philosophie
Logisch-empiristische Metaphysikkritik
In weiten Teilen der im 20. Jahrhundert entwickelten analytischen Philosophie wurden anfänglich Fragen nach der Existenz oder Nichtexistenz von Göttern sowie metaphysische Fragen als unsinnig, nicht behandelbar oder irrelevant angesehen. So wurde im Rahmen des Logischen Positivismus die Rede über Götter für sinnlos gehalten, weil Sätze, in denen diese Begriffe vorkommen, nicht wahrheitsfähig seien (d. h. überhaupt nicht wahr oder falsch sein können). Dabei wird jedoch nicht behauptet, dass es keine Götter gebe. Vielmehr wird der Satz „Es gibt keine Götter“ ebenfalls als inhaltsleer angesehen – wie überhaupt jeder Satz über Gott oder sonstige metaphysische Objekte „keinen Sinn“ habe, sondern ein „Scheinsatz“ sei (so etwa Rudolf Carnap). Nach Max Bense, im deutschen Sprachraum damals einer der profiliertesten Vertreter dieser Position, sage ein Satz wie „Gott ist transzendent“ lediglich „von einem unbestimmten Etwas (x) ein unbestimmtes Prädikat (ist pektabel)“ aus.
Epistemologische Debatten
Einige Erkenntnistheoretiker sehen bei Existenzfragen stets den in der Beweispflicht, der die Existenz einer Sache behauptet, hier also den Theisten. Solange dieser die Begründungspflicht nicht erbracht habe, sei es rational gerechtfertigt, von einer Nichtexistenz auszugehen, zumal die Erklärung der Welt keine Gotteshypothese erfordere. Siehe hierzu ein evidentes Beispiel von Richard Dawkins unter 3.5.4.2 Neuer Atheismus dieses Artikels (s. u.).
Widersprüchlichkeit göttlicher Eigenschaften
Seit den Anfängen systematisch-theologischer Debatten wird über die Vereinbarkeit göttlicher Eigenschaften wie Allmacht, Allgüte, Gerechtigkeit, Einfachheit, Unendlichkeit usf. gestritten. So auch in der jüngeren analytischen Theologie. Eine typische Beweisführung mit der intendierten Konsequenz der Nichtexistenz Gottes hat dabei die Form eines Widerspruchsbeweises ausgehend von der Existenzannahme und üblichen Eigenschaftsaussagen über Gott. Wenn die Gott zugeschriebenen Eigenschaften semantisch widersinnig oder logisch widersprüchlich sind (wie etwa im sog. Allmachtsparadoxon), dann könne es jenen Gott nicht geben.
Theodizee
Zu den ideengeschichtlich ältesten Argumenten, welche die Nichtexistenz Gottes wegen Inkompatibilitäten angenommener göttlicher Eigenschaften einerseits und empirischen Befundes andererseits nahelegen, gehört die Argumentation, dass Gottes Allmacht und Allgüte nicht mit der apparenten Existenz vermeidbarer Übel kompatibel sei (siehe hierzu ausführlich den Hauptartikel Theodizee).

#### Naturwissenschaften

##### Stellungnahmen
Naturwissenschaftliche und neurophysiologische Argumente
Atheismus auf der Basis empirischer Überlegungen: Der US-amerikanische Physiker Victor Stenger ist der Auffassung, dass für die Gotteshypothese nicht nur empirische Belege fehlen, sondern dass sich auch die oftmals Göttern zugeschriebenen Eigenschaften anhand naturwissenschaftlicher Erkenntnisse anfechten lassen. So seien die Schöpfung von Lebewesen durch die Evolutionstheorie, Körper-Seele-Dualismus und Unsterblichkeit durch Neurologie, die Wirkung von Gebeten durch Doppelblindstudien, die Schöpfung des Universums durch thermodynamische sowie quantenphysikalische Überlegungen und göttliche Offenbarungen durch die Geschichtswissenschaft widerlegt worden. Das Universum verhalte sich genau so, wie es in Abwesenheit eines Gottes zu erwarten sei.
Die in vielen Kulturen beobachteten Vorstellungen von übernatürlichen Akteuren könnten nach einigen Vertretern (z. B. Pascal Boyer) auch empirische Rückschlüsse auf zugrunde liegende Verarbeitungsprozesse im menschlichen Gehirn erlauben. Nach einer aus völkerkundlichen Untersuchungen abgeleiteten Hypothese verarbeitet das Gehirn Sinneseindrücke mit Hilfe verschiedener Module. Eines dieser Module sei darauf spezialisiert, Veränderungen in der Umwelt als Werk von Lebewesen zu interpretieren. Ein solches „Lebewesenerkennungsmodul“ sollte überempfindlich arbeiten, da es meist günstiger sei, fälschlich z. B. einen Windhauch als Raubtier zu interpretieren, als ein tatsächlich vorhandenes zu übersehen. Dadurch könnten in unserem Gehirn aus unklaren Wahrnehmungen leicht Vorstellungen von übernatürlich erscheinenden Akteuren, wie z. B. Göttern oder Geistern, entstehen.

##### Neuer Atheismus
Erstmals 2006 wurden einige Autoren, die in den vorangegangenen drei Jahren unter Berufung auf die Naturwissenschaften gegen theistische Glaubensformen argumentierten, als „Neue Atheisten“ bezeichnet. Zu ihnen zählen die US-Amerikaner Sam Harris, Daniel C. Dennett und der Brite Richard Dawkins. Weiterhin wurden Christopher Hitchens und Victor J. Stenger zu den neuen Atheisten gezählt. Ihre jeweiligen Bücher erzielten hohe Auflagen. Anschließend wurden auch der Franzose Michel Onfray, der Deutsche Michael Schmidt-Salomon und andere Autoren hinzugezählt, so dass die Bandbreite der so bezeichneten Position zugenommen hat. Richard Dawkins positioniert sich in der epistemologischen Debatte (3.5.3 Analytische Philosophie, s. o.) folgendermaßen, dass es irrig sei, dass etliche theistische Vertreter die Beweislast umkehren und von den Skeptikern einfordern, postulierte theologische Dogmen zu widerlegen, ohne selbst die Mühen zu unternehmen, diese zweifelsfrei zu untermauern. Hierzu bedient er sich des von Bertrand Russell ersonnenen Beispiels einer hypothetischen Teekanne, die zwischen Erde und Mars ihre elliptischen Bahnen ziehe und derart klein sei, dass sie von keinem existenten Teleskop erfasst werden könne. In jedem Falle liege die Beweislast stets beim Verfechter der Aussage, jedoch kehre sich diese in theologischen Aussagen fälschlicherweise um.
Zu den Kritikern des „Neuen Atheismus“ zählen mehrere Theologen, auch moderate Atheisten und andere Autoren, wie etwa Alister McGrath, John Lennox, David Aikman, Tina Beattie, David Berlinski, James A. Beverley, Terry Eagleton und Kathleen Jones; in Deutschland z. B. der „fromme Atheist“ Herbert Schnädelbach (trotz seiner harschen Kritik am Christentum erfolgte seine ebenso starke Kritik an den „Neuen Atheisten“ bezüglich einer konfessionell-naturwissenschaftlichen Gläubigkeit) und der „alte Atheist“ Joachim Kahl (dieser also mit dem direkten Gegenbegriff: „Alter Atheismus“).

## Systematische Erfassung
Es gibt verschiedene, sich teilweise überschneidende und widersprechende Einordnungen und Systematisierungen des Begriffs „Atheismus“.
Beispielsweise unterscheidet das vatikanische Sekretariat für Nichtglaubende diejenigen, die
- von der Existenz Gottes „nichts wissen“;
- sie leugnen;
- daran zweifeln (skeptischer Atheismus);
- meinen, sie sei unserer Intelligenz unzugänglich (agnostischer Atheismus);
- die Frage für sinnlos halten („semantischer oder neopositivistischer Atheismus“);
- jede positive Offenbarung ablehnen (die „Ungläubigen“);
- Gott aus dem menschlichen Tun ausschließen (spekulativ-praktischer Atheismus);
- ihre Aufmerksamkeit ausschließlich auf ein Wertesystem konzentrieren, in dem Gott abwesend ist (praktischer Indifferentismus).[122]

Während in der deutschsprachigen Literatur eher von „engen“ und „weiten“ Begriffsbedeutungen die Rede ist, wird der Atheismus im angelsächsischen Raum oft mit den Begriffen strong (oder positive) und weak (oder negative) bezeichnet. Im Deutschen nimmt der Begriff „stark“ an Verbreitung zu (parallel zu „eng“). Auf Grundlage dieser polaren Unterscheidungen kann der Atheismus systematisch weiter geordnet oder typologisiert werden.

### Atheismus in einem weiten Sinne
Eine verbreitete Kategorie ist der weite (implizite) Atheismus, dessen Vertreter aussagen: „Ich bin nicht überzeugt, dass es Götter gibt.“ Dieser Atheismus beinhaltet jedoch nicht, dass es keine Götter gäbe, bestreitet also nicht die Existenz von Göttern. Unterschieden wird das Nichtswissen über Gott oder Götter (Agnostizismus) und das Nichtvorhandensein des Glaubens an Gott oder Götter (Atheismus im wörtlichen Sinne).
1. Pragmatische Ansätze eines weiten Atheismusbegriffs: Pragmatiker (Alltagsbegriff) resp. Pragmatisten (Philosophie) lassen Begriffe und Entitäten im Sinne Ockhams nur gelten, wenn sie praktischen Nutzen versprechen oder sich bereits in der Praxis bewährt haben. Es gibt entsprechend pragmatische Auffassungen, nach denen eine Erklärung und Beurteilung der Welt ohne Annahme von Göttern zufriedenstellend möglich sei. Die Existenz von Göttern wird demgemäß zwar nicht bestritten, ihre Annahme aber als uninteressant oder überflüssig abgelehnt.
2. Nominalistische Ansätze: Begriffsnominalisten vertreten die Auffassung, dass nur Einzeldingen Wirklichkeit und damit Existenz zukomme, während Gott als ein genereller Terminus nur Name (=Nomen) sei. Unter Maßgabe der Einfachheit der Erkenntnisse (Simplizitätskriterium), sei die Annahme von Gott oder Göttern als eigenständig und unabhängig existierenden Wesen überflüssig.
3. Atheistischer Agnostizismus: Dieser behauptet, dass Götter mit den Mitteln menschlicher Vernunft nicht erkennbar seien (intelligibler Agnostizismus), oder dass für die Annahme von Göttern nach wissenschaftlichen Gesichtspunkten die Beweise oder Belege fehlten (szientistischer Agnostizismus). Im intelligiblen Agnostizismus kann man wieder unterscheiden zwischen stark und weit: Der weite Agnostizismus behauptet nur, dass Götter möglicherweise nicht, oder noch nicht erkennbar seien, der starke hingegen, dass Götter mit den Mitteln der menschlichen Vernunft prinzipiell nicht erkennbar seien.[126]
4. Szientistische und sprachlogische Ansätze eines weiten Atheismusbegriffs: Ein typisch wissenschaftlicher Ansatz hält die Rede über Götter für sinnlos, weil Sätze, in denen diese Begriffe vorkommen, nicht wahrheitsfähig seien (siehe oben). Der szientistische Atheismus behauptet jedoch nicht, dass es keine Götter gebe. Für ihn ist der Satz „Es gibt keine Götter“ genauso inhaltsleer wie „Es gibt keine Elfen“.[127]
5. Postulatorische Ansätze eines weiten Atheismusbegriffs: Dieser meist von Wissenschaftlern vertretene Atheismus geht davon aus, zunächst einmal Götter aus dem System der Erkenntnisse herauszulassen, also keine Götter zu postulieren im Gegensatz zur Theologie. Theistische Annahmen könnten jedoch später an Grenzbereichen der Wissenschaft oder in unerforschten oder als unerforschbar angesehenen Teilen wieder zugelassen werden (Beispiel: Stephen Hawking Pre-Big-Bang God). Diese Spielart des Atheismus wird oft in Verbindung gebracht mit pragmatischen und nominalistischen Ansätzen.

Bei Kant ist Gott nur eine regulative Idee der Vernunft. Spinoza definiert mit dem Ausspruch Deus sive Natura („Gott bzw. Natur“) Gott als ausschließlich in der Schöpfung als Ganzes wirkende Substanz.

### Atheismus in einem starken Sinne
Die Gegenkategorie zum weiten Atheismus ist der starke (positive, explizite) Atheismus mit der logischen Aussageform: „Ich bin überzeugt, dass es weder Gott noch Götter gibt“. Vertreter des starken Atheismus lehnen den Glauben an die Existenz von Gott oder Göttern ab, also Monotheismus wie Polytheismus gleichermaßen. Hierfür findet sich gelegentlich auch der Begriff Antitheismus. Starker Atheismus lehnt auch ähnliche Überzeugungssysteme wie beispielsweise den Glauben an übernatürliche Wesen, Wirkkräfte oder Mächte ab, ist also Gegner aller spirituellen, animistischen und magischen Lehren sowie eines jeglichen Mystizismus.
1. Ansatz aus dem Umfeld des metaphysischen Rationalismus: Es bestehen Annahmen, wonach nur das existieren könne, was durch menschliche Vernunft prinzipiell erkennbar sei. Weil Götter prinzipiell nicht erkennbar seien, könnten sie auch nicht existieren. Somit wird von Eigenschaften des menschlichen Verstands (ggf. bis in seine biologische Struktur reichend) eine Nichtexistenz von Gott oder Göttern abgeleitet.
2. Radikal-szientistische Ansätze: Während für normal-szientistische Atheisten nur die Rede über Götter unsinnig ist, darf für deren radikale Vertreter nur das als existierend angenommen werden, was nach intersubjektiv überprüfbaren Verfahren wissenschaftlich beweisbar ist. Da dies für Götter und andere transzendentale Ideen nicht gelte, können sie nach diesen Überzeugungen nicht existieren.
3. Theodizee-Ansätze: Hierbei wird behauptet, dass es aufgrund des Leidens und der Ungerechtigkeit auf der Welt keine(n) (allgütigen oder allmächtigen) Gott oder Götter geben könne. In seiner weniger radikalen Form kann der Theodizee-Atheismus auch als schwacher konditionaler Atheismus auftreten: „Wenn Gott existiert, dann kann er angesichts des Übels auf Erden nicht allmächtig oder nicht allgütig sein“. Die Existenz Gottes wird dabei zwar nicht bestritten, jedoch in seinen Eigenschaften begrenzt. Es ist dann eine theologische Frage, ob ein solches Wesen noch als Gott bezeichnet werden kann.
4. Logisch-metaphysische Ansätze eines starken Atheismusbegriffs: Hier bestehen teilweise Ähnlichkeiten zu Ansätzen des metaphysischen Rationalismus. Sie sind darauf beschränkt, dass sich alle Gottesbeweise in Widersprüche (Antinomien) verwickeln würden. Unter ihrer logisch-metaphysischen Prämisse, dass etwas Widersprüchliches nicht existieren könne, gelte dies auch für Götter im Sinne eigenständiger Wesen.[128]

Daneben gibt es auch noch Spielarten des Atheismus, die den eigenständigen ontologischen Status von Gott oder Göttern einschränken oder bestreiten. Im anthropozentrischen Ansatz (Ludwig Andreas Feuerbach etwa) ist Gott kein echtes übernatürliches Wesen, sondern ein Produkt menschlicher Einbildungskraft.

## Kritik

### Agnostizistische Gegenpositionen und Argumente
Mit Agnostizismus kann die These einer Falschheit von sowohl Theismus wie Atheismus oder nur eine Unentscheidbarkeit einhergehen. Wenn mit Atheismus die Festlegung auf die Nichtexistenz Gottes gemeint ist („starke“ Bedeutung), dann bieten agnostizistische Positionen epistemische Argumente gegen theistische und „stark“ atheistische Positionen. Eine Form von Argumentation versucht zu zeigen, dass keine hinreichenden Rechtfertigungen für eine theoretische Verpflichtung auf Position oder Negation der Existenz Gottes bestünden, so dass eine diesbezügliche Urteilsenthaltung rationaler erscheine. Derartige Positionen sind insbesondere dann naheliegend, wenn „Gott“ verstanden wird als Eigenname, der auf ein etwaiges metaphysisches übernatürliches Objekt referiert, und empiristische oder verifikationistische Voraussetzungen vertreten werden. Dann wäre eine Aussage sinnlos, wenn deren Wahrheit nicht empirisch überprüfbar ist. Folglich wären die Aussagen „Gott existiert nicht“ und „Gott existiert“ nur unverständliche Lautkombinationen mit „… existiert (nicht)“.

### Theistische Gegenpositionen und Argumente
Jede Argumentation für theistische Positionen ist per se eine Argumentation gegen atheistische Positionen. Die meisten der bis heute diskutierten Typen von Argumenten haben Vorläufer bereits in der vorchristlichen Antike. Dazu zählen Versuche, die Existenz eines oder des Gottes zu beweisen, indem unterschiedliche Typen von Verursachungsketten auf eine Erstursache zurückgeführt werden. Dieser Typ von Argumenten begegnet in expliziter Form zuerst bei Aristoteles. Einer von vielen, welche diesen Argumenttyp wiederholen, ist Thomas von Aquin. Davon unterscheidbar sind Argumente, die ohne Bezugnahme auf Erfahrungstatsachen auskommen und z. B. bei einer Analyse des Seinsbegriffs (Avicenna u. a.) ansetzen oder bei einer Analyse der Implikate eines Begriffs Gottes als „dasjenige, worüber hinaus Größeres nicht gedacht werden kann“ (Anselm von Canterbury). Beide Argumenttypen sind unpopulärer geworden, spätestens seit Immanuel Kants Einwänden gegen die Möglichkeit, neue Wahrheiten über die Welt ohne Bezug auf Erfahrung zu gewinnen und über Gegenstände unabhängig davon zu reden, gemäß welcher Voraussetzungen diese uns erkennbar sind.
Seit dem 19. Jahrhundert wird von vielen theistischen Philosophen und Theologen nicht mehr versucht, die Existenz Gottes als rational notwendig zu beweisen, sondern als rational möglich zu rechtfertigen. Dabei wird z. B. versucht aufzuweisen, dass der Gottesglaube eine Basis in der Natur oder Vernunft des Menschen habe (ausgearbeitet in einer sog. theologischen Anthropologie) oder insofern vernünftig sei, als er eine zufriedenstellende Interpretation von Mensch und Welt erlaube (so z. B. Wolfhart Pannenberg). Derartige Versuche, eine interne Plausibilität religiöser Überzeugungen herauszuarbeiten, haben eine Argumentationsweise ersetzt, welche die theologische Apologetik vom 14. bis frühen 20. Jahrhundert prägte, die mit äußeren Glaubwürdigkeitsgründen wie Wunder, Zeugen oder erfüllten Prophezeiungen argumentierte (sog. Extrinsezismus). Unter den zahllosen verschiedenen Ausarbeitungen von Rechtfertigungsversuchen eines Gottesglaubens wird in den letzten Jahrzehnten u. a. eine Gruppe von Positionen diskutiert, welche religiöse Überzeugungen im Kontext eines Meinungssystems für so grundlegend halten („basic beliefs“), dass diese weder einer weiteren Rechtfertigung zugänglich seien noch eine solche benötigten (sog. reformed epistemology, Erkenntnistheoretischer Fundamentalismus bezüglich religiösen Wissens, vertreten z. B. von Alvin Plantinga).
Eine Argumentation zugunsten des Gottesglaubens, die sich auf erwünschte moralische oder gesellschaftliche Konsequenzen oder Funktionen bezieht, erscheint den meisten gegenwärtigen systematischen Theologen wenig plausibel. Eine derartige Argumentation findet sich auch in der vorchristlichen Antike, oftmals gepaart mit einer Polemik gegenüber Atheisten aufgrund der These, Atheismus führe notwendig und faktisch zu unmoralischem Verhalten. Platon etwa teilt in seinen Nomoi Atheisten in unterschiedliche Gruppen ein, die allesamt zu bestrafen seien; während für einige eine Gefängnisstrafe hinreiche, erfordere es bei anderen durchaus ein oder zwei Tode. Platon gilt, wie vielen vor und nach ihm, der Mensch kraft seiner Vernunft als göttlich und kraft seines Bezugs auf einen Gott als menschlich. Francis Bacon beschuldigt den Atheismus, „den Menschen zum Tier herabzuwürdigen, da er mit keiner höheren Natur mehr verbunden sei“.
Professor Joseph Ratzinger (der später Papst Benedikt XVI. wurde) hob im Hinblick auf die Gefahr des „Unwesens“ der Religion auch eine positive reinigende Funktion des Atheismus hervor:

„Atheismus ist nicht notwendig Leugnung des Absoluten überhaupt, sondern dessen Rückversetzung in die reine Gestaltlosigkeit, d. h., er ist Protest gegen die Gestalt, mit der das Absolute identisch gesetzt wird. Darin aber liegt die große und unabdingbare Sendung des Atheismus in der Religionsgeschichte. Die Gestaltung des Göttlichen führt ja in der Tat immer wieder zur Vermenschlichung Gottes und damit zur Verabsolutierung des Menschlichen oder ganz bestimmter Einstellungen und Meinungen des Menschen. Aus diesem Grund gibt es nicht nur das Wesen, sondern auch das ‚Unwesen‘ der Religion (Bernhard Welte), ist Religion nicht nur die große Chance, sondern auch die große Gefährdung des Menschen. Weil hier das Absolute begegnet, kann jede Vermenschlichung und Verdinglichung des Absoluten zu den furchtbarsten Konsequenzen führen, indem dann die Gruppe, das System, die Einrichtung sich selbst absolut setzt und alles, was gegen sie steht, als das schlechthin Böse außerhalb jeder Menschlichkeit stellt. Weil vom Wesen des Menschen her jede Gestaltung zur Abschließung und so zur falschen Vermenschlichung Gottes drängt, muss es neben der Gestaltung immer auch ebenso die große Gegenbewegung der Reinigung geben, die immer wieder die Überschreitung der Gestalt und so letzten Endes die Vergöttlichung Gottes besorgt. Man kann gerade als Christ nicht einfach die positiv gestalteten Religionen der Weltgeschichte als das Gute und die atheistische Geisteslinie als den schlechthinnigen Sündenfall hinstellen, sondern beide Linien, die der Gestaltung und die der Reinigung, ergänzen sich gegenseitig, beide tragen Aufschwung und Fall in sich.“

### Allgemeine Einführungen und Kompendien
Mit Nachschlagewerken:
- Stephen Bullivant, Michael Ruse: The Oxford Handbook of Atheism. Oxford University Press, Oxford 2013, ISBN 978-0-19-964465-0 (Leseprobe in der Google-Buchsuche).
- Paul Edwards: Atheism und Atheismusstreit. In: Derselbe (Hrsg.): Encyclopedia of Philosophy. Band 1, MacMillan, New York 1967, S. 174–192 sowie der Eintrag Atheism in der 2. Auflage von 2005, S. 356–377.
- Michael Martin (Hrsg.): The Cambridge Companion to Atheism. Cambridge University Press, Cambridge 2007, ISBN 978-0-521-60367-6.
- Wolfgang Müller-Lauter u. a.: Atheismus. In: Theologische Realenzyklopädie. Band 4, 1993, S. 349–436.
- Richter, Susan (Hg.): Verfolgter Unglaube. Atheismus und gesellschaftliche Exklusion in historischer Perspektive, Frankfurt a. M./ New York 2018, ISBN 978-3-593-39060-4.
- Hans-Walter Schütte: Atheismus. In: Joachim Ritter, Karlfried Gründer, Gottfried Gabriel (Hrsg.): Historisches Wörterbuch der Philosophie (HWPh). Band 1, Schwabe, Basel 1971, ISBN 3-7965-0692-5, S. 595–599.
- Max Seckler u. a.: Atheismus. In: Lexikon für Theologie und Kirche (LThK), dritte Aufl., Band 1, 1993, S. 1132–1142.

### Klassische Texte
- Jean Meslier: Das Testament des Abbé Meslier: Die Grundschrift der modernen Religionskritik. 1729 (vollendet). Hartmut Krauss (Hrsg.). 2. Auflage. Hintergrund, Osnabrück 2005 (Nachdruck d. 1. Auflage. Suhrkamp, 1976), ISBN 3-00-015292-X.
- Paul Henri Thiry d’Holbach: System der Natur: Oder von den Gesetzen der physischen und der moralischen Welt. 1770. F.-G. Voigt. (übers.), Suhrkamp, Frankfurt am Main 1978, ISBN 3-518-27859-2.
- David Hume: Dialoge über natürliche Religion. 1779. N. Hoerster (Hrsg. u. Übers.), Reclam, Stuttgart 1981 u. ö., ISBN 3-15-007692-7.
- Ludwig Feuerbach: Das Wesen des Christentums. 1841. Nachdruck, Reclam, Stuttgart 1984 u. ö., ISBN 3-15-004571-1.
- Ludwig Feuerbach: Das Wesen der Religion. 1846. Nachdruck, 4. Auflage. WBG, Darmstadt 2005, ISBN 3-534-18943-4.
- Friedrich Nietzsche: Der Antichrist: Versuch einer Kritik des Christentums. 1895. Insel, Frankfurt am Main 1986, ISBN 3-458-32647-2.
- Sigmund Freud: Die Zukunft einer Illusion. 1927. Nachdruck, 7. Auflage. Fischer, Frankfurt am Main 1993, ISBN 3-596-10452-1.
- Fritz Medicus (Hrsg.): Die philosophischen Schriften zum Atheismusstreit. 1910.

### Ideengeschichte
(Siehe auch Literatur in den Artikeln Religionskritik und Kirchenkritik.)
- Karen Armstrong: A History of God. Vintage, London 1999, ISBN 0-09-927367-5.
- Thomas Bénatouïl, Jean-Baptiste Gourinat, Michel Narcy (Hrsg.): L'athéisme antique. (= Philosophie antique. Problèmes, renaissances, usages, 18). Presses Universitaires du Septentrion, Villeneuve-d'Ascq 2018.
- David Berman: A History of Atheism in Britain: from Hobbes to Russell, London: Routledge 1990, ISBN 0-415-04727-7.
- Jan N. Bremmer: Literacy and the Origins and Limitations of Greek Atheism. In: Studies in Honour of H. L. W. Nelson. Utrecht 1982, S. 43–55.
- Norbert Brox: Zum Vorwurf des Atheismus gegen die Alte Kirche. In: Trierer Theologische Zeitschrift 75 (1966), S. 274–282.
- Michael J. Buckley: Denying and Disclosing God: The Ambiguous Progress of Modern Atheism, New Haven: Yale University Press 2004, ISBN 0-300-09384-5.
- Peter Dinzelbacher: Unglaube im Zeitalter des Glaubens. Atheismus und Skeptizismus im Mittelalter. Bachmann, Badenweiler 2009, ISBN 978-3-940523-01-3.
- Peter Ehlen: Der Atheismus im dialektischen Materialismus. München 1961.
- A. Esser (Hrsg.): Atheismus. Profile und Positionen der Neuzeit, 1971.
- Richard Faber, Susanne Lanwerd (Hrsg.): Atheismus: Ideologie, Philosophie oder Mentalität? Königshausen & Neumann, Würzburg 2006, ISBN 3-8260-2895-3.
- Adolf von Harnack: Der Vorwurf des Atheismus in den ersten drei Jahrhunderten. 1905.
- Alfred Hoffmann: „Mit Gott einfach fertig“. Untersuchungen zu Theorie und Praxis des Atheismus im Marxismus-Leninismus der Deutschen Demokratischen Republik. Leipzig 2000.
- Michael Hunter: Atheism from the reformation to the enlightenment. Clarendon, Oxford 1992.
- George Alfred James: Atheism. In: Encyclopedia of Religion, Bd. 1, S. 576–586 (Grundinformationen zu atheistischen Tendenzen in verschiedenen Kulturen).
- Paul Oskar Kristeller: The Myth of Renaissance Atheism and the French Tradition of Free Thought. In: Journal of the History of Philosophy. Band 6, 1968, S. 233–243.
- E. H. Leube: Die Bekämpfung des Atheismus in der deutschen lutherischen Kirche des 17. Jahrhunderts. In: Zeitschrift für Kirchengeschichte 43 (1924), S. 227–244.
- Hermann Ley: Geschichte der Aufklärung und des Atheismus. 1966.
- Fritz Mauthner: Der Atheismus und seine Geschichte im Abendlande. 4 Bde., Deutsche Verlagsanstalt, Stuttgart 1920–1923, (Faksimiles); Nachdruck, hrsg. von Ludger Lütkehaus, 4 Bde. in Schuber, Alibri-Verlag, Aschaffenburg 2011, ISBN 978-3-86569-113-2.
- Alister McGrath: The Twilight of Atheism: The Rise and Fall of Disbelief in the Modern World. Galilee Trade, 2006, ISBN 0-385-50062-9.
- Georges Minois: Geschichte des Atheismus: Von den Anfängen bis zur Gegenwart. Böhlaus Nachfolger, Weimar 2000, ISBN 3-7400-1104-1 (Mitschrift (PDF; 477 kB) eines Seminars dazu bei J. Figl, mit Inhaltsverzeichnis und Exzerpten).
- Johannes Neumann: Zur gesellschaftlichen Stellung, Entwicklung und Wandlung des modernen Atheismus. In: Aufklärung und Kritik. Nr. 1, 1995, S. 80–99 (PDF-Datei; 282 kB, 19 Seiten (Memento vom 7. Oktober 2007 im Internet Archive) in archive.org).
- Friedrich Niewöhner, Olaf Pluta: Atheismus im Mittelalter und in der Renaissance. Harrassowitz, Wiesbaden 1999, ISBN 3-447-04229-X.
- Florian Ossadnik: Spinoza und der „wissenschaftliche Atheismus“ des 21. Jahrhunderts. Ethische und politische Konsequenzen frühaufklärerischer und gegenwärtiger Religionskritik (Memento vom 8. März 2012 im Internet Archive); Studies In European Culture, Bd. 8; hrsg. v. Ludwig Tavernier. Weimar 2011, ISBN 978-3-89739-705-7.
- C. de Pascale: Religion und Politik während des Atheismus-Streites. In: W. H. Schrader (Hrsg.): Materiale Disziplinen der Wissenschaftslehre: Zur Theorie der Gefühle. „200 Jahre Wissenschaftslehre – Die Philosophie Johann Gottlieb Fichtes.“ Tagung der Internationalen Johann Gottlieb Fichte-Gesellschaft (26. September bis 1. Oktober 1994) in Jena, Amsterdam/Atlanta 1997 (Fichte-Studien, Bd. XI).
- R. Peters, G. J. De Vries: Apostasy in Islam. In: Die Welt des Islams 17 (1976/7), S. 1–25.
- Winfried Schröder: Ursprünge des Atheismus: Untersuchungen zur Metaphysik- und Religionskritik des 17. und 18. Jahrhunderts. Frommann-Holzboog, Stuttgart 1999, ISBN 3-7728-1918-4 (zahlreiche Rezensionen (Memento vom 26. April 2015 im Internet Archive)).
- Björn Spiekermann: Der Gottlose : Geschichte eines Feindbilds in der Frühen Neuzeit. Frankfurt an Main: Klostermann, 2020. ISBN 978-3-465-01314-3.
- E. A. Strathmann: Elizabethan Meanings of Atheism. In: E. A. Strathmann, Sir Walter Raleigh: A Study in Elizabethan Skepticism. New York 1951.
- James Thrower: A short history of western atheism. Pemberton Books, London 1971, ISBN 1-57392-756-2.
- James Turner: Without God, without creed: the origins of unbelief in America. Johns Hopkins University Press, Baltimore u. a. 1985.
- Dorothea Weltecke: Der Narr spricht: Es ist kein Gott. Atheismus, Unglauben und Glaubenszweifel vom 12. Jahrhundert bis zur Neuzeit. Campus Verlag, Frankfurt am Main 2010, ISBN 978-3-593-39194-6.
- Tim Whitmarsh: Battling the Gods. Atheism in the Ancient World. Alfred A. Knopf, New York 2015.
- K. M. Winiarczyk (Hrsg.): Bibliographie zum antiken Atheismus, 17. Jahrhundert bis 1990. Bonn 1994.
- Hartmut Zinser: Art. Atheismus. In: Handbuch religionswissenschaftlicher Grundbegriffe, Stuttgart 1990, Bd. 2, S. 97–103.

### Soziologie
(Siehe auch oben die Bibliographie in: Richard Faber & Susanne Lanwerd, 2006.)
- Karl Baier, Sigrid Mühlberger, Hans Schelkshorn, Augustinus Karl Wucherer-Huldenfeld (Hrsg.): Atheismus heute? Ein Weltphänomen im Wandel. Leipzig 2001.
- Christel Gärtner, Detlef Pollack, Monika Wohlrab-Sahr (Hrsg.): Atheismus und religiöse Indifferenz. Opladen 2003.
- Thomas Schmidt, Monika Wohlrab-Sahr: Still the Most Areligious Part of the World: Developments in the Religious Field in Eastern Germany since 1990. In: International Journal of Practical Theology. 7 (2003), S. 86–100.
- Monika Wohlrab-Sahr, Uta Karstein, Christine Schaumburg: „Ich würd' mir das offenlassen“. Agnostische Spiritualität als Annäherung an die „große Transzendenz“ eines Lebens nach dem Tode. In: Zeitschrift für Religionswissenschaft. Marburg 13 (2005), S. 153–173.

### Systematische Diskussion
(Siehe auch Literatur im Artikel Gottesbeweis zu klassischen und jüngeren Versuchen sowie zu Einwänden gegen diese.)
- Hans-Jürgen Balmes, Jörg Bong, Alexander Roesler, Oliver Vogel, Isabel Kupski (Hrsg.): Neue Rundschau 2007/2: Atheismus. Fischer, Frankfurt am Main, 8. Juni 2007, ISBN 978-3-10-809069-2 (Aufsatzsammlung mit Beiträgen von Taha Muhammed Ali, Hans Blumenberg, Gudrun Boch, Sarah Shun-lien Bynum, Jorie Graham, Werner Hamacher, Felicitas Hope, Alberto Manguel, Willem Jan Otten, Herbert Schnädelbach, Arnold Stadler, Thomas P. Weber und Slavoj Žižek).
- Tim Crane: The Meaning of Belief – Religion from an Atheist’s Point of View. Harvard University Press, Cambridge, Mass 2017, ISBN 978-0-674-08883-2.
- Lutz Danneberg, Sandra Pott, Jörg Schönert, Friedrich Vollhardt (Hrsg.): Zwischen christlicher Apologetik und methodologischem Atheismus. Wissenschaftsprozesse im Zeitraum von 1500 bis 1800 (= Säkularisierung in den Wissenschaften seit der Frühen Neuzeit. Band 2). de Gruyter, Berlin/New York 2002, ISBN 3-11-017510-X (Leseprobe in der Google-Buchsuche).
- Anders Bjørn Drachmann: Atheism in Pagan Antiquity. Gyldendal, London u. a. 1922; Nachdruck: Kessinger Publishing, Whitefish 2005, ISBN 0-7661-9086-2 (geht auch kurz auf Mittelalter und Moderne ein; online in archive.org).
- Theodore M. Drange: Nonbelief and Evil. Two Arguments for the Nonexistence of God. Prometheus Books 1998, ISBN 1-57392-228-5.
- Jack David Eller: Natural Atheism. AAP, Cranford, New Jersey 2004, ISBN 1-57884-920-9.
- Nicholas Everitt: The Non-Existence of God. Routledge, London 2004.
- Antony Flew: Atheistic Humanism. 1993, ISBN 0-87975-847-3.
- Antony Flew, William Lane Craig: Does God Exist: The Craig-Flew Debate. 2003, ISBN 0-7546-3190-7.
- Antony Flew: God and Philosophy. 2005 (jüngster von mehreren Nachdrucken).
- Antony Flew, Roy Abraham Varghese: There is a God. How the World’s Most Notorious Atheist Changed His Mind. 2007, ISBN 978-0-06-133529-7.
- John Niemeyer Findlay: Can God’s Existence be Disproved? In: Antony Flew, Alasdair MacIntyre (Hrsg.): 1955, New Essays in Philosophical Theology. S. C. M. Press, London 1955.
- R. Gale: On the Nature and Existence of God. Cambridge University Press, Cambridge 1991.
- David Bentley Hart: Atheist Delusions. The Christian Revolution and Its Fashionable Enemies. Yale University Press, New Haven 2007, ISBN 0-300-11190-8.
- Norbert Hoerster: Die Frage nach Gott. Beck, München 2005, ISBN 3-406-52805-8.
- Robin LePoidevin: Arguing for Atheism. An Introduction to the Philosophy of Religion. London 1996.
- Hermann Lübbe, Hans-Martin Sass (Hrsg.): Atheismus in der Diskussion. Kaiser, München 1975, ISBN 3-459-01037-1 (Überblick zur damaligen Debattenlandschaft im deutschen Sprachraum).
- John Leslie Mackie: Das Wunder des Theismus. Argumente für und gegen die Existenz Gottes. Reclam, Stuttgart 1985, ISBN 3-15-008075-4.
- Michael Martin: Atheism. A Philosophical Justification. Temple University Press 1992, ISBN 0-87722-943-0.
- Michael Martin, Rickie Monnier (Hrsg.): The Improbability of God. Prometheus Books, Amherst 2006.
- Ernest Nagel: A Defense of Atheism. In: J. E. Fairchild (Hrsg.): Basic Beliefs. New York 1959.
- Kai Nielsen: In Defense of Atheism. In: H. Kiefer, M. Munitz (Hrsg.): Perspectives in Education, Religion, and the Arts. Albany 1970.
- Graham Oppy: Arguing about Gods. Cambridge University Press, Cambridge 2006.
- H. Philipse: The Irrationality of Religion. A Plea for Atheism. In: Berit Brogaard, Barry Smith (Hrsg.): Rationality and Irrationality. Rationalität und Irrationalität. Proceedings of the 23rd International Wittgenstein-Symposium, Akten des 23. Internationalen Wittgenstein-Symposiums, Kirchberg am Wechsel 2000 (= Schriftenreihe der Wittgenstein-Gesellschaft. Band 29). Wien 2001, ISBN 3-209-03648-9.
- Richard Robinson: An Atheist’s Values. Oxford University Press, Oxford 1964.
- W. C. Rowe: The Problem of Evil and some Varieties of Atheism. In: American Philosophical Quarterly. Band 16, Nr. 4, 1979, S. 335–341.
- J. J. C. Smart, John Haldane: Atheism and Theism. 2. Auflage. Blackwell, Oxford 2003.
- Quentin Smith, William Lane Craig: Theism, Atheism and Big Bang Cosmology. Oxford University Press, Oxford 1993.
- Magnus Striet (Hrsg.): Wiederkehr des Atheismus. Fluch oder Segen für die Theologie? Herder, Freiburg im Breisgau/Basel/Wien 2008, ISBN 978-3-451-29821-9.
- Richard Swinburne: Die Existenz Gottes. Reclam, Stuttgart 1987, ISBN 3-15-028434-1.